# Biserica de lemn din Sâmboieni

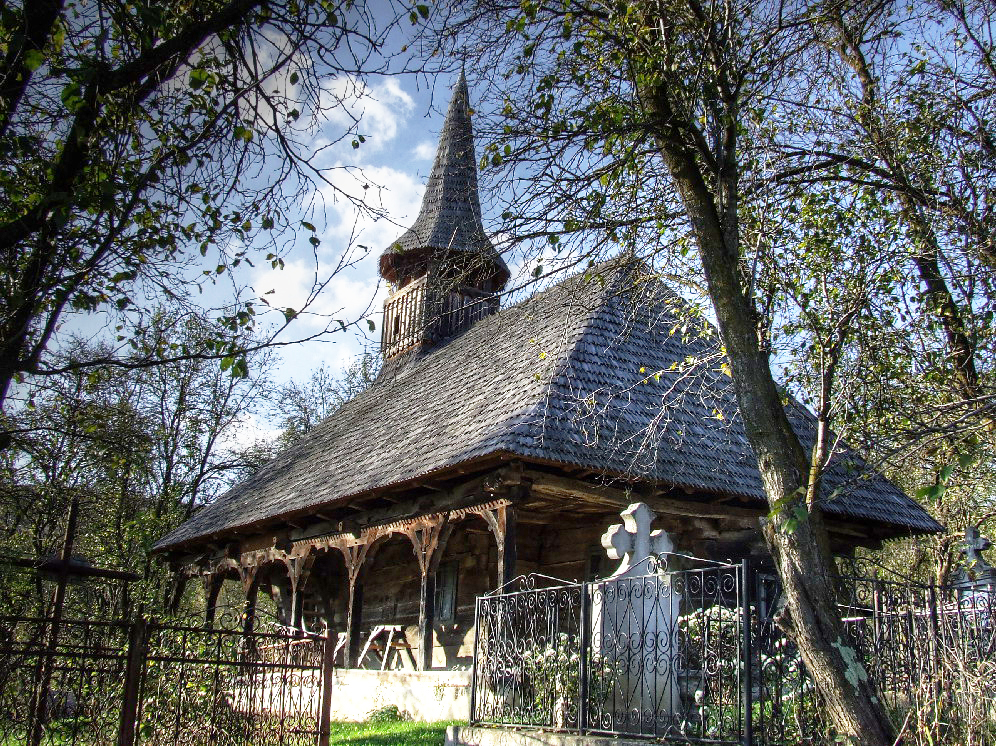
Biserica de lemn din Sâmboieni, județul Cluj, 2008

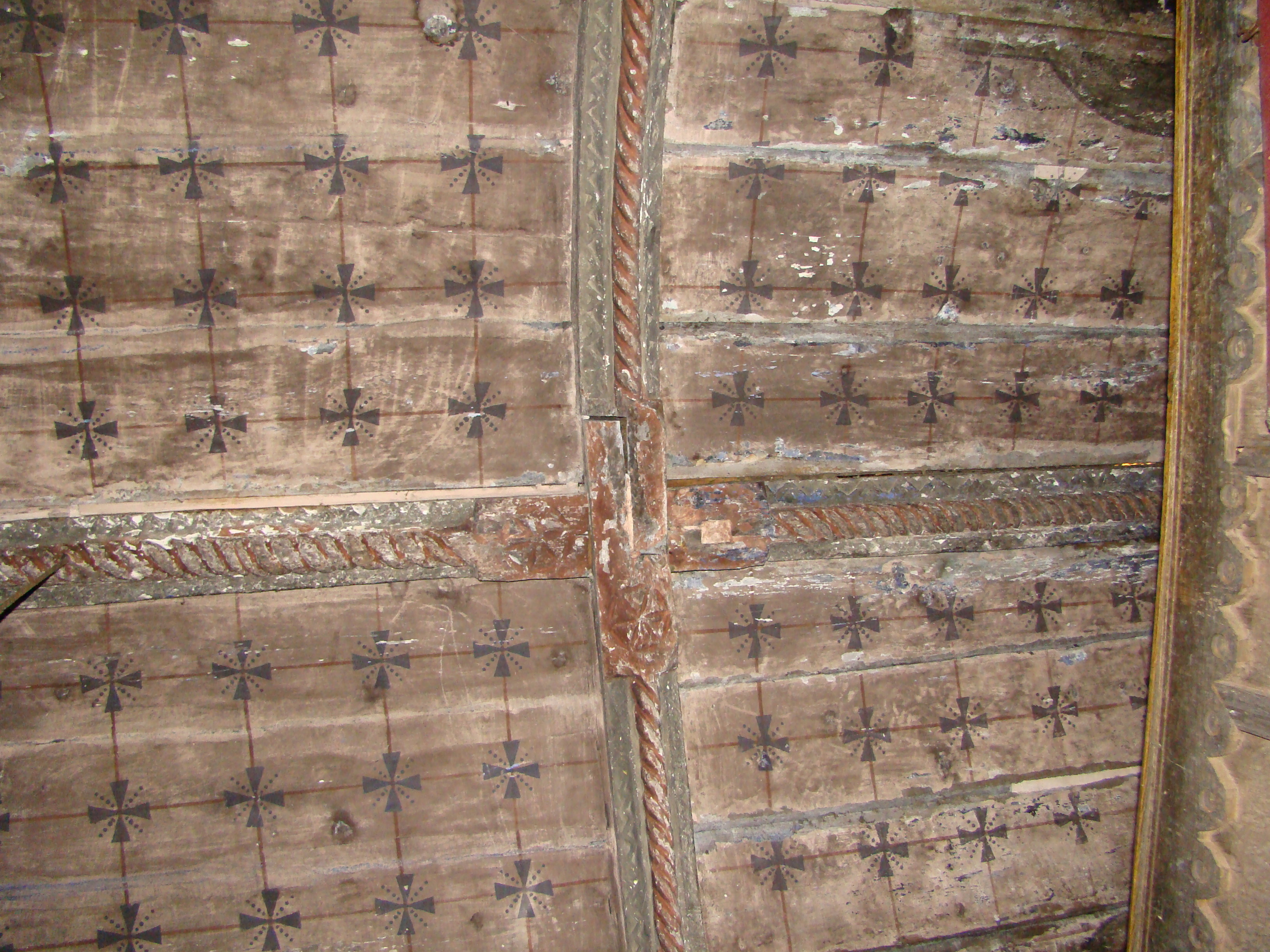

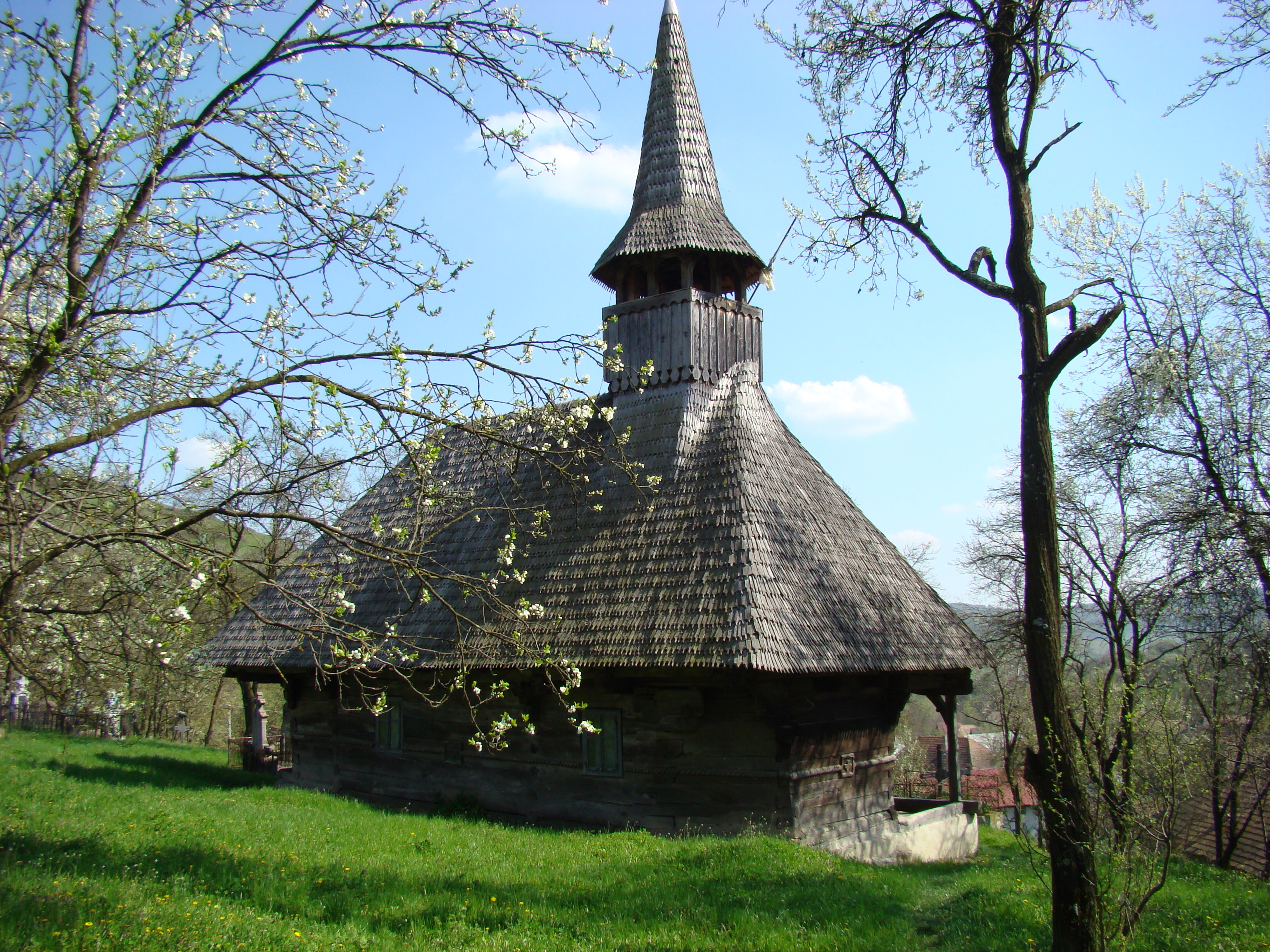

Biserica de lemn din Sâmboieni, comuna Sânmărtin, județul Cluj, datează din anul 1700. Are hramul „Sfinții Arhangheli Mihail și Gavriil”. Biserica se află pe noua listă a monumentelor istorice sub codul LMI: cod LMI CJ-II-m-B-07754.

## Istoric
Biserica de lemn din satul Sâmboieni, comuna Sânmărtin, monument istoric, a fost construită în 1753, conform inscripției de pe grinda transversală din naos.
Decorul sculptat. Biserica prezintă un bogat decor incizat la nivelul ancadramentului ușii de intrare în pronaos, cu motivul funiei și a bârnei ce ține loc de cheie de boltă. De asemenea, pe latura de sud, intrarea este străjuită de un frumos pridvor cu arcade elegante. Motivul funiei este prezent și la nivelul brâului bisericii, funie întreruptă din loc în loc de câte o cruce.
Pictura. Pictura murală din interior este deteriorată, urme se mai pot observa în naos și pronaos, prezentând diverse simboluri creștine în chenare decorate in stil baroc. Bolta naosului este decorată cu motive variate. Pe unele porțiuni, pereții au fost repictați.
Starea de conservare. Șindrila a fost înlocuită în urmă cu aproximativ 14 ani, cu sprijinul Maicii starețe de la Mănăstirea Bărsana, care își are originile în acest sat. Pentru o mai bună conservare a tălpii bisericii, monumentul a fost înălțat pe o baza înaltă de ciment. 

## Imagini din exterior

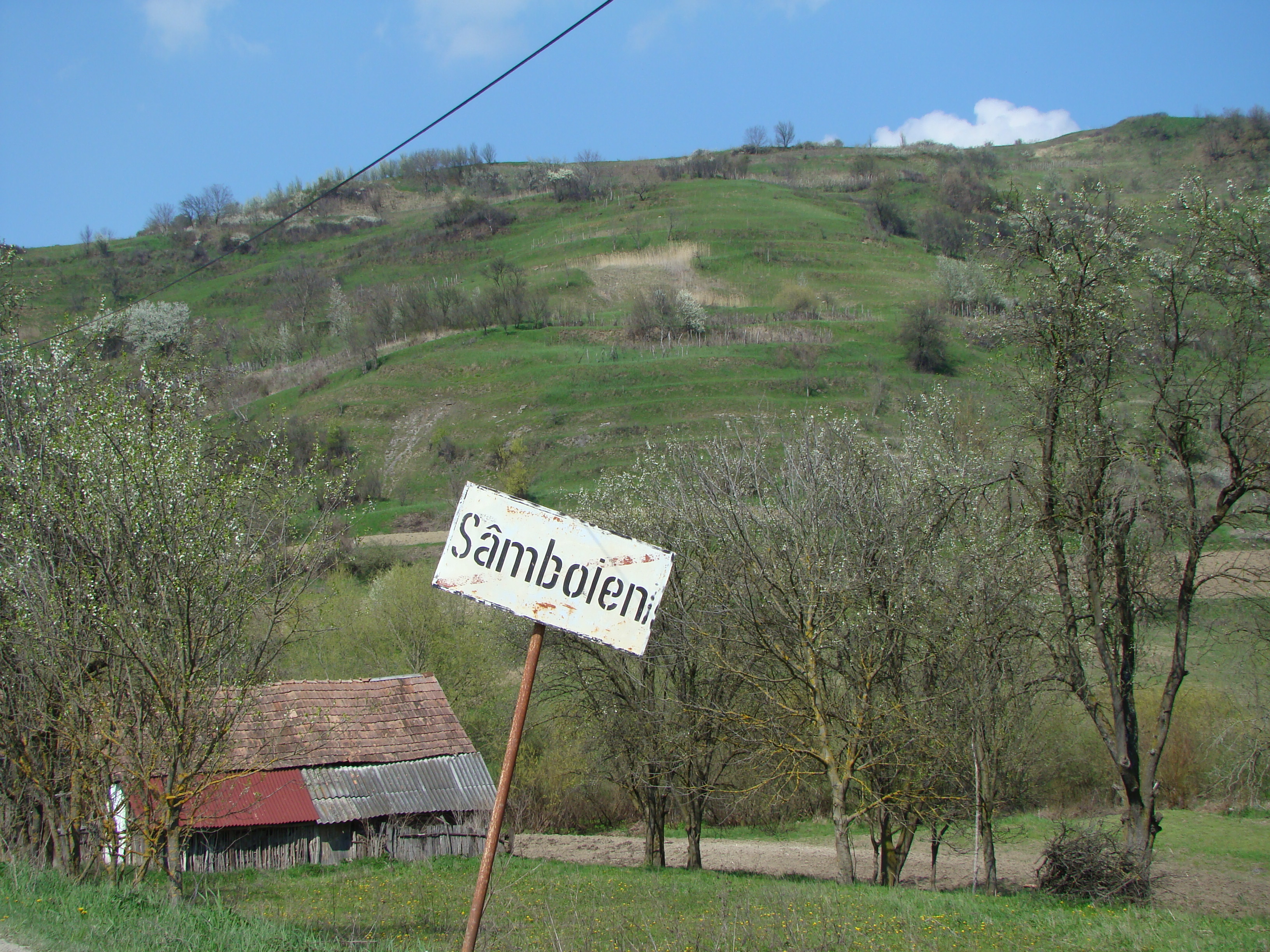
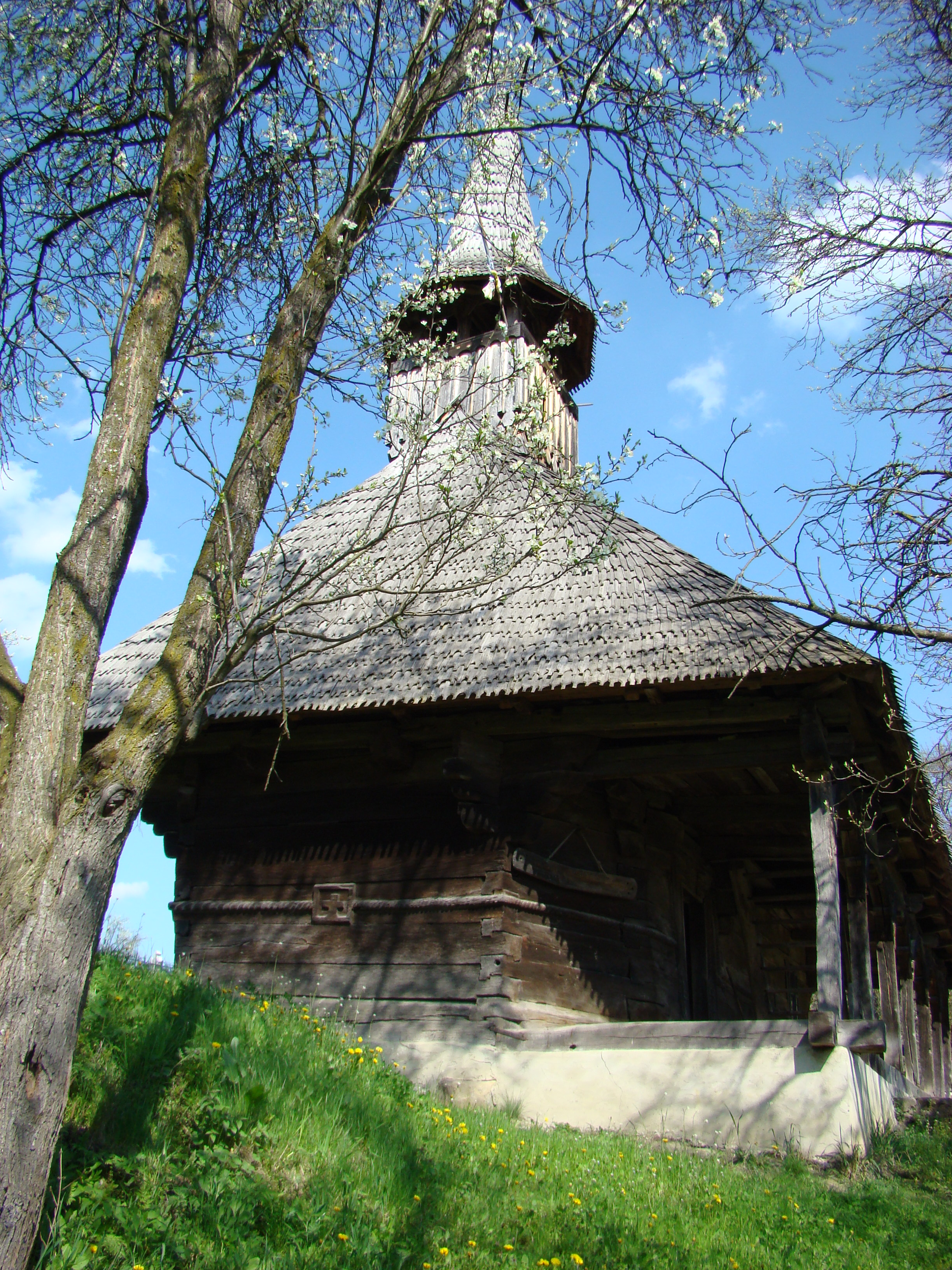
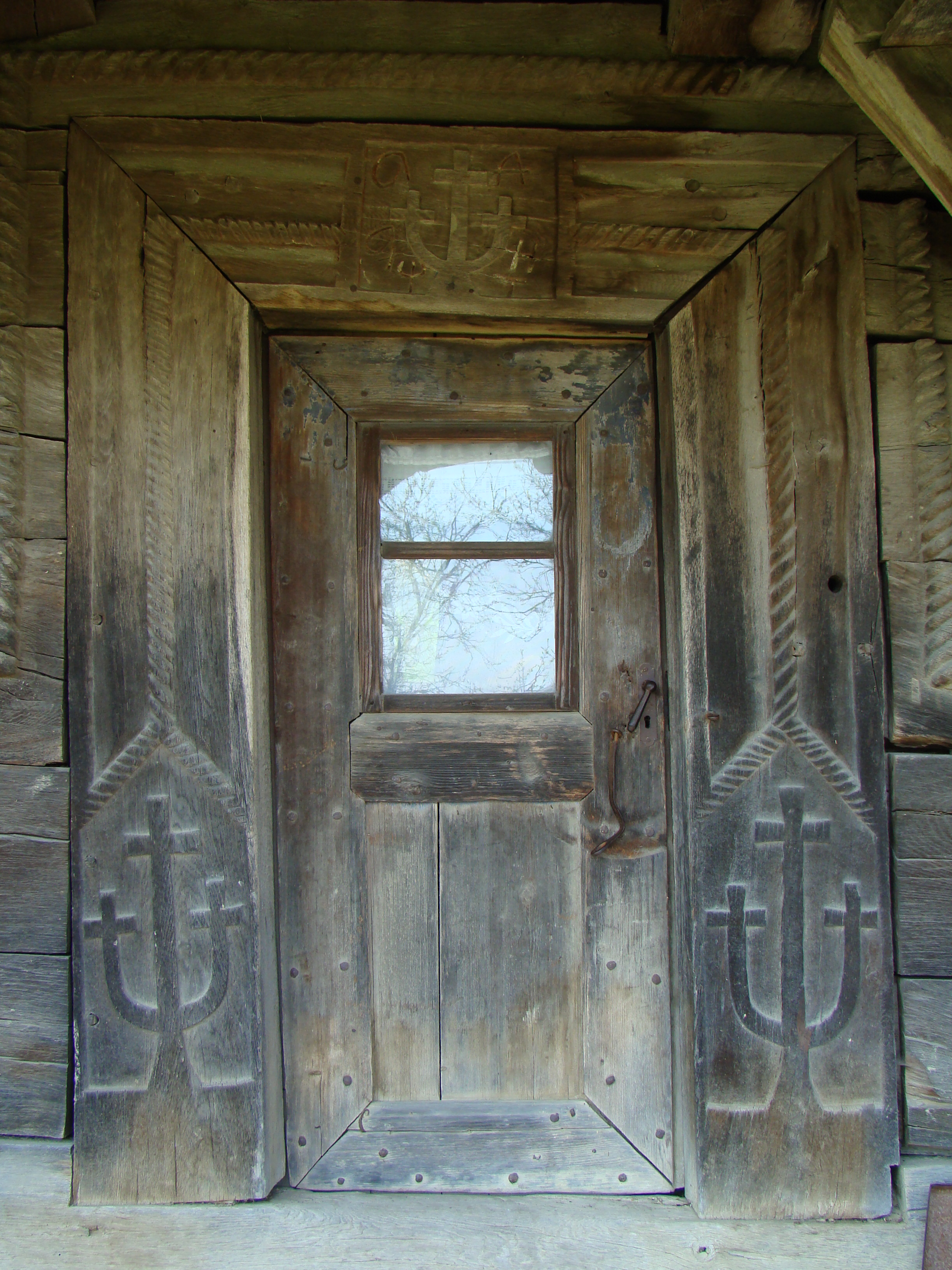
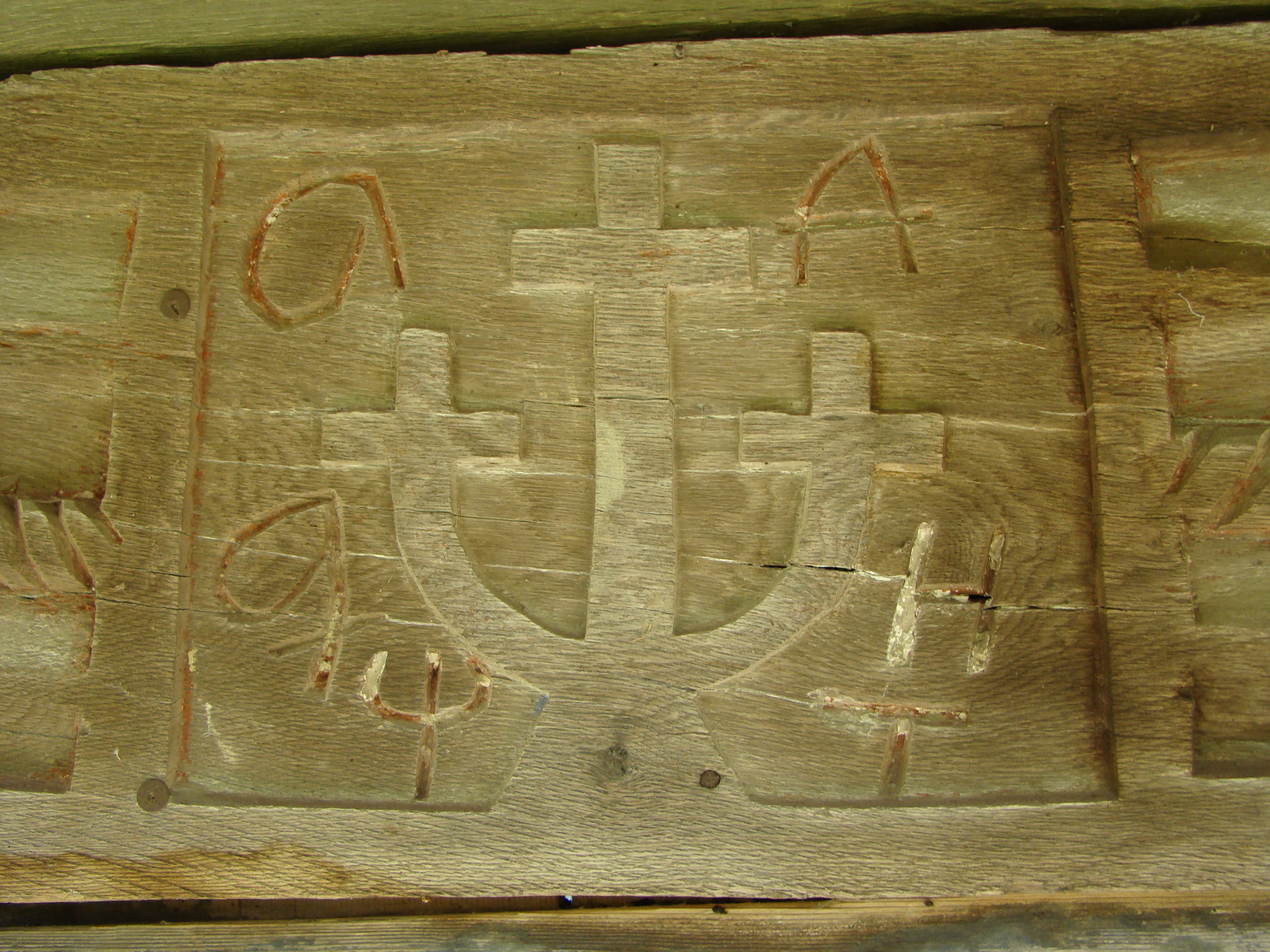
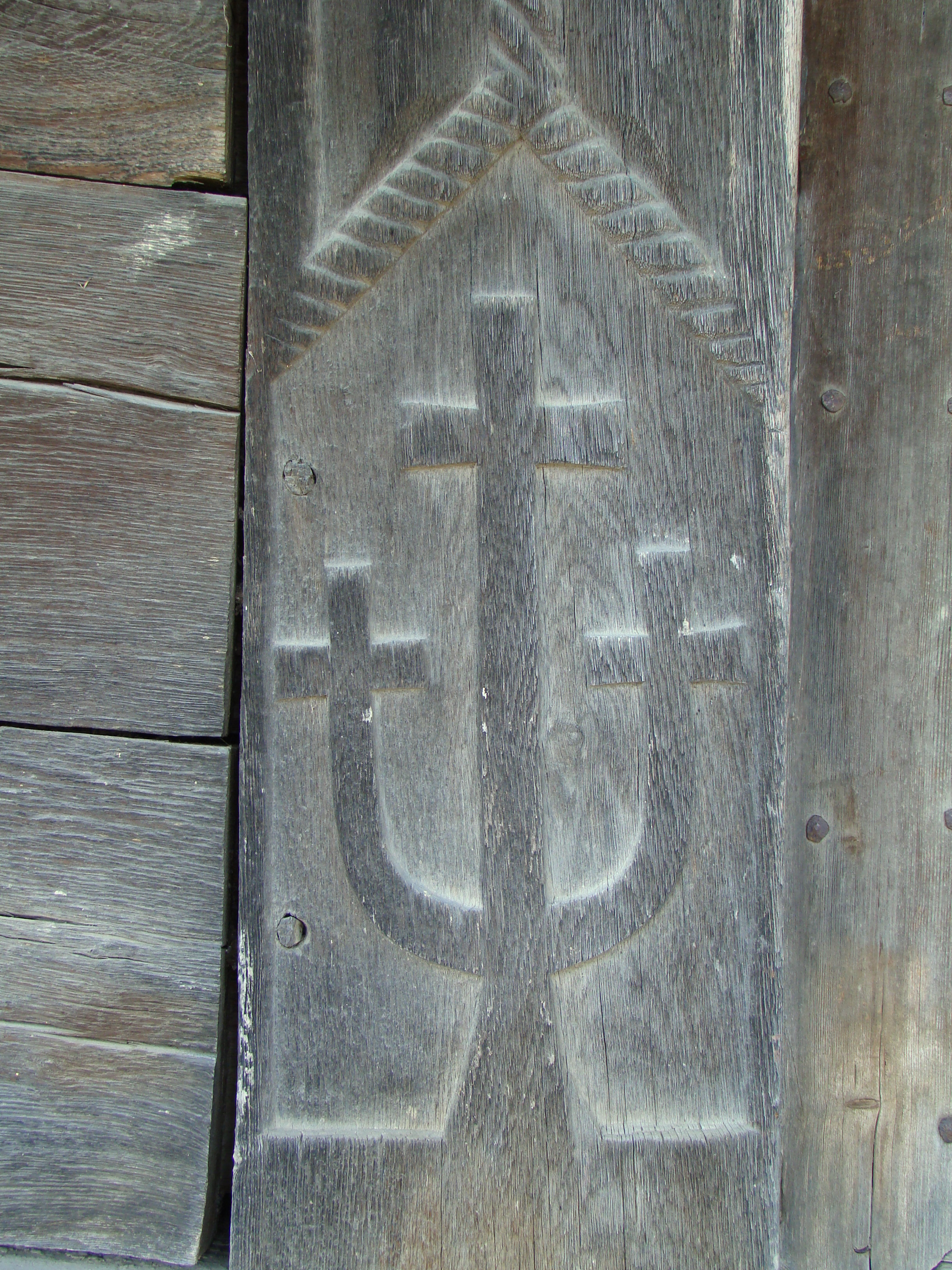
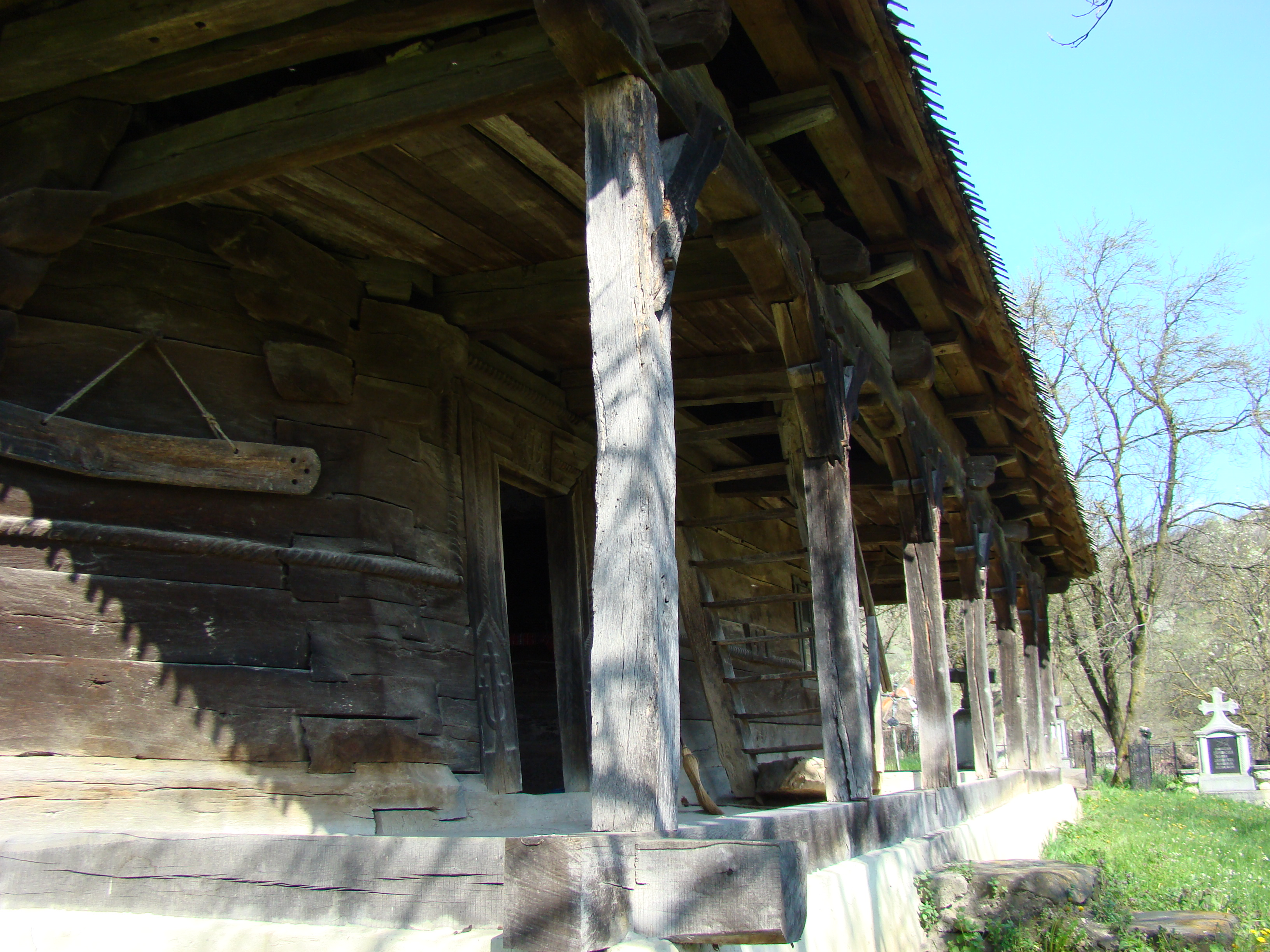
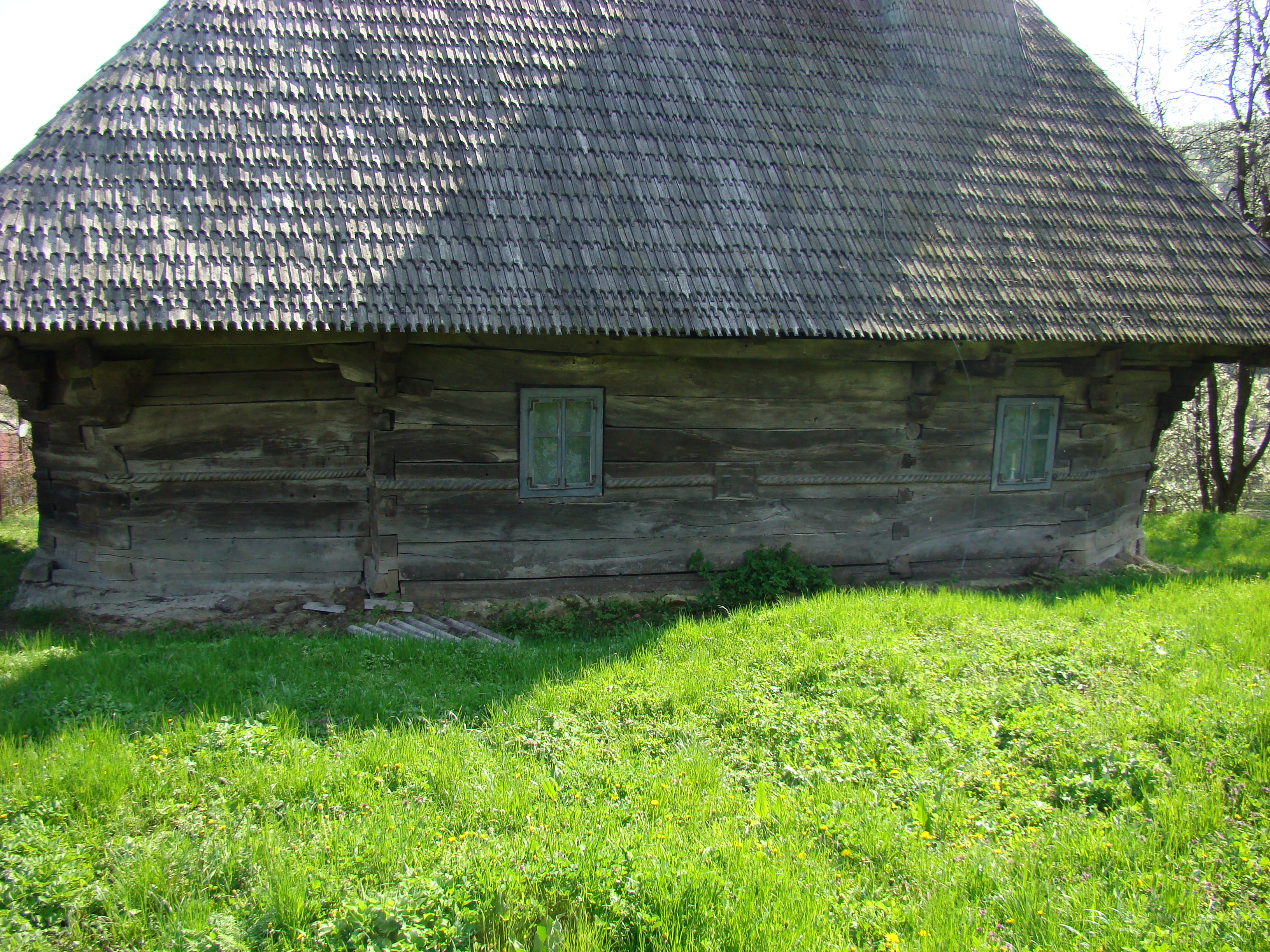
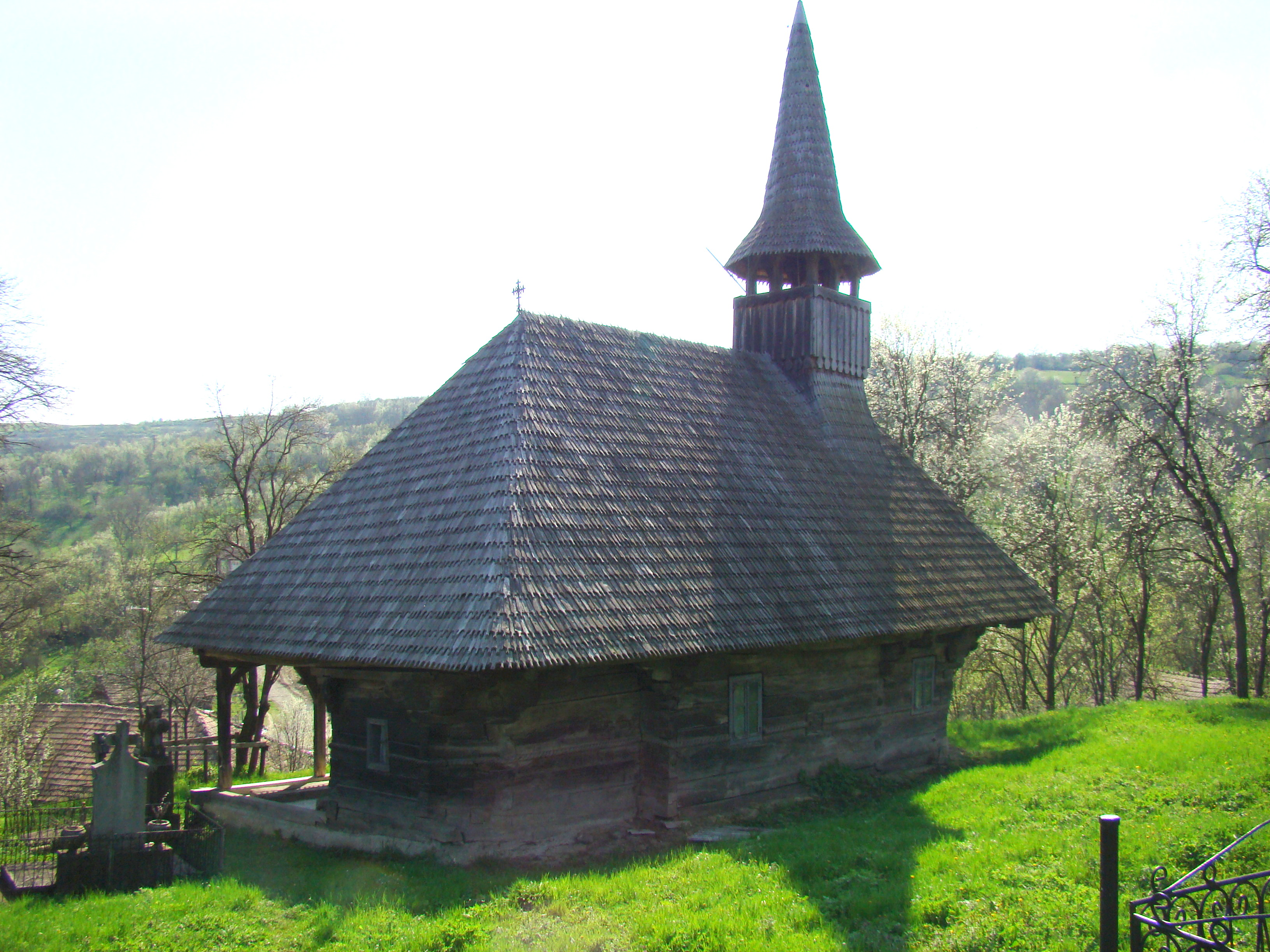
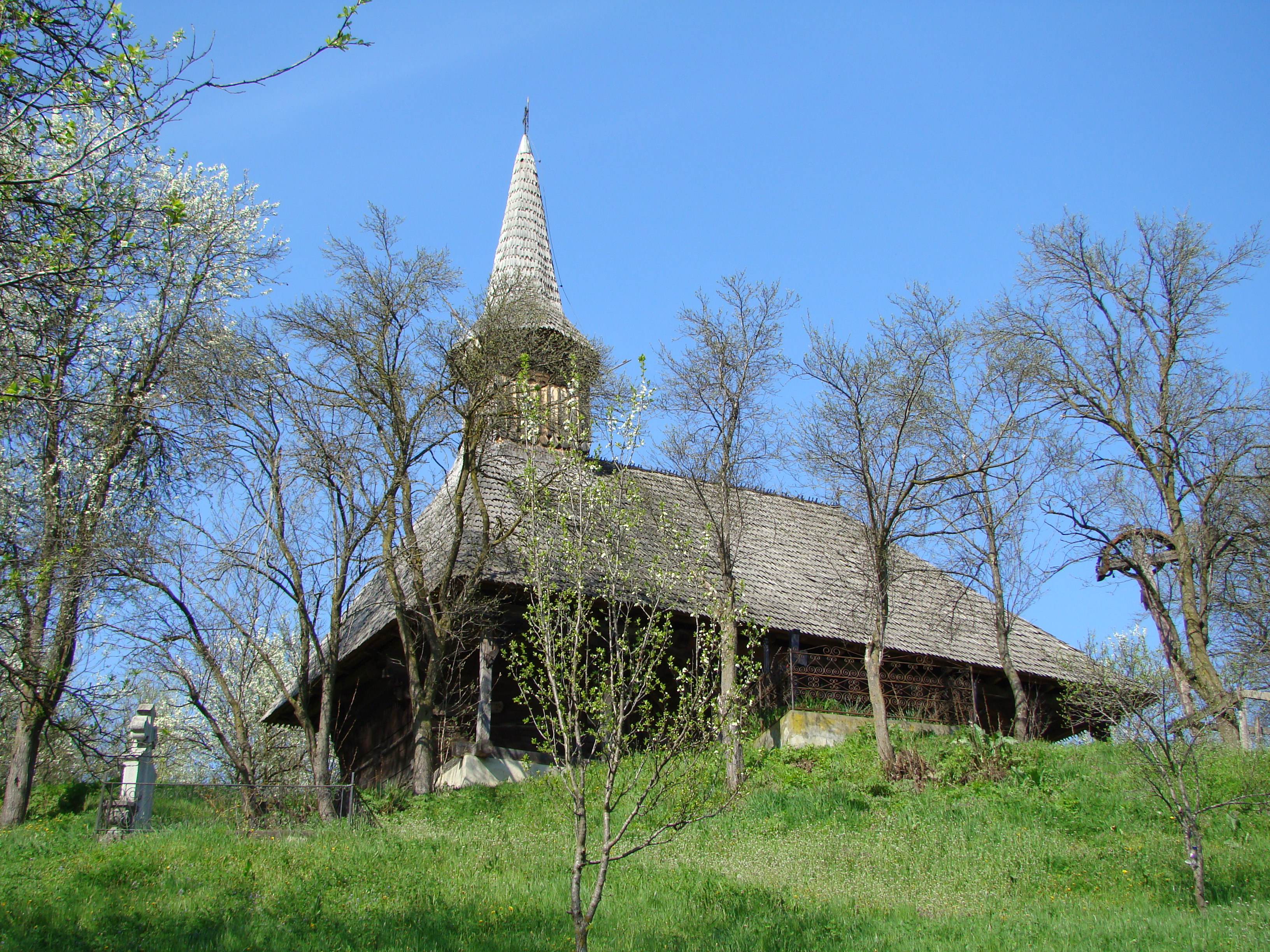
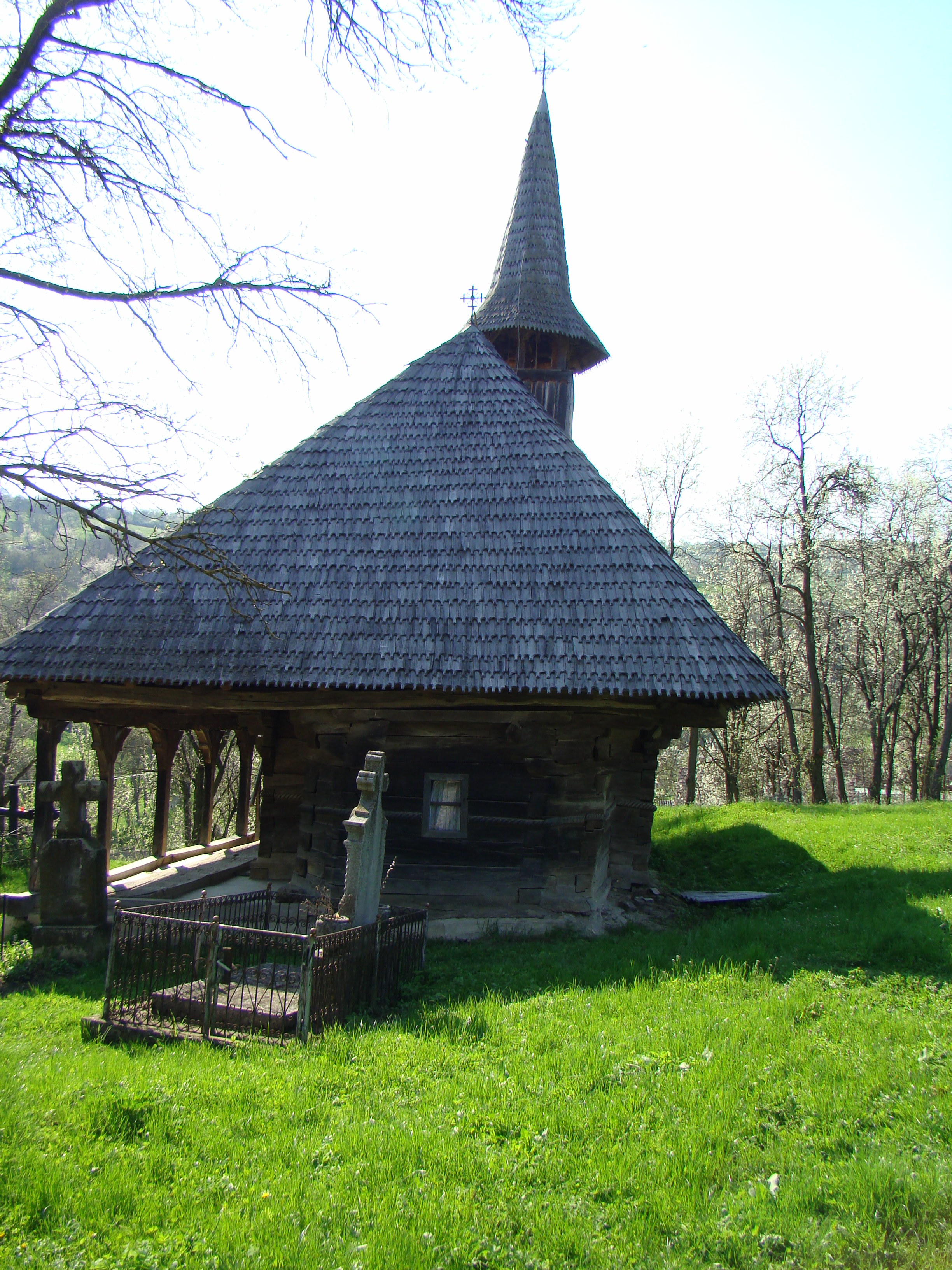
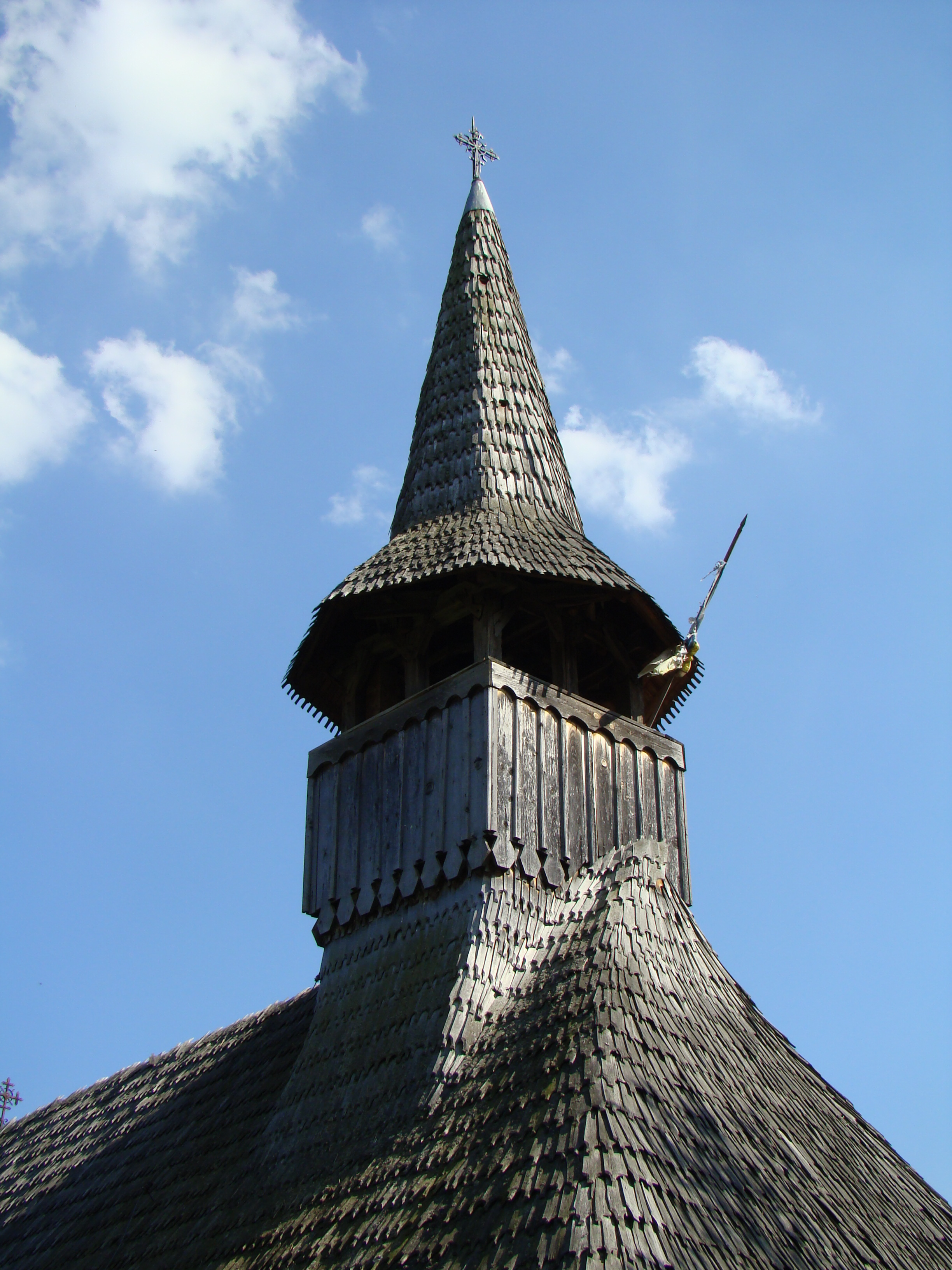
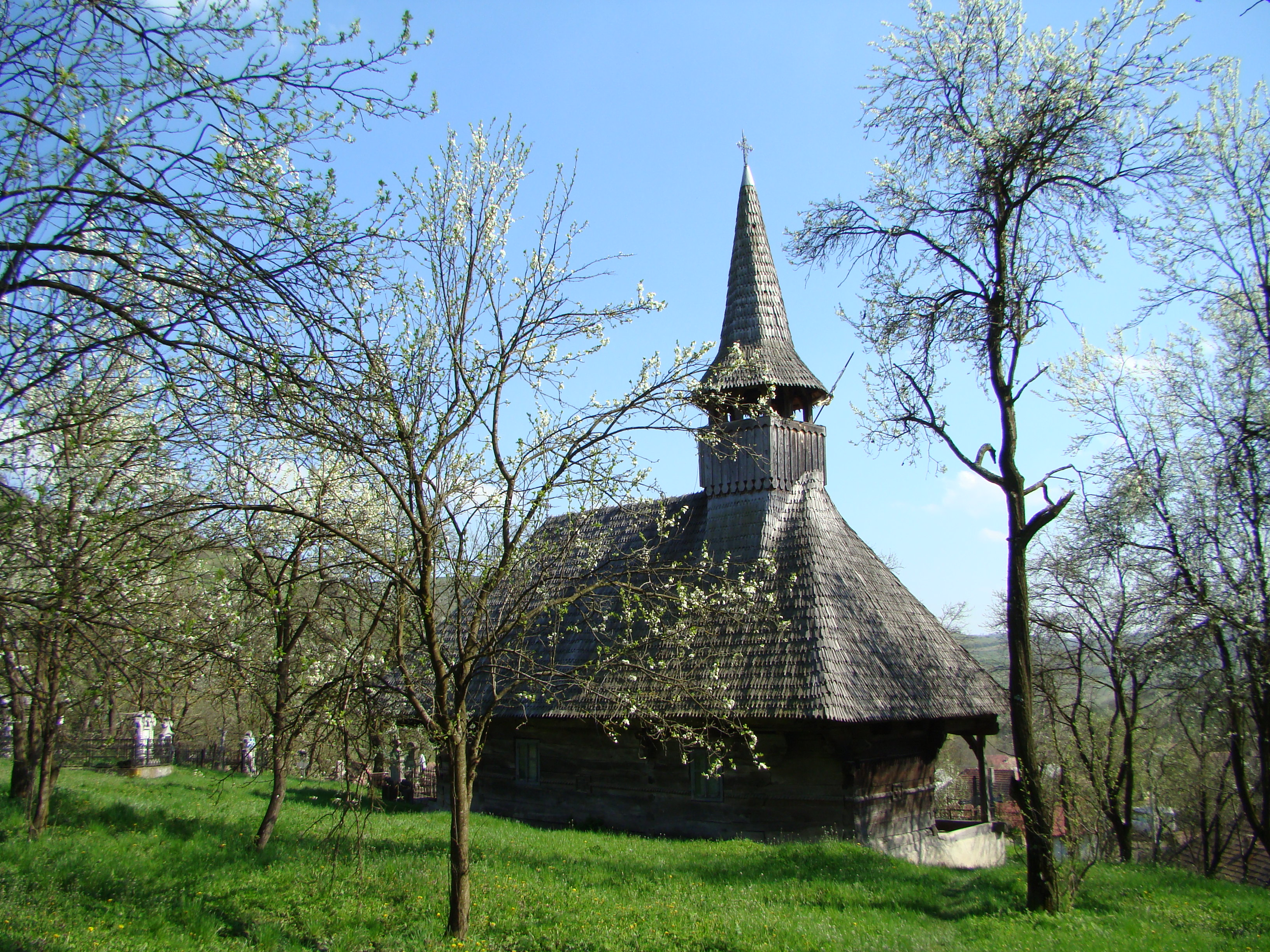
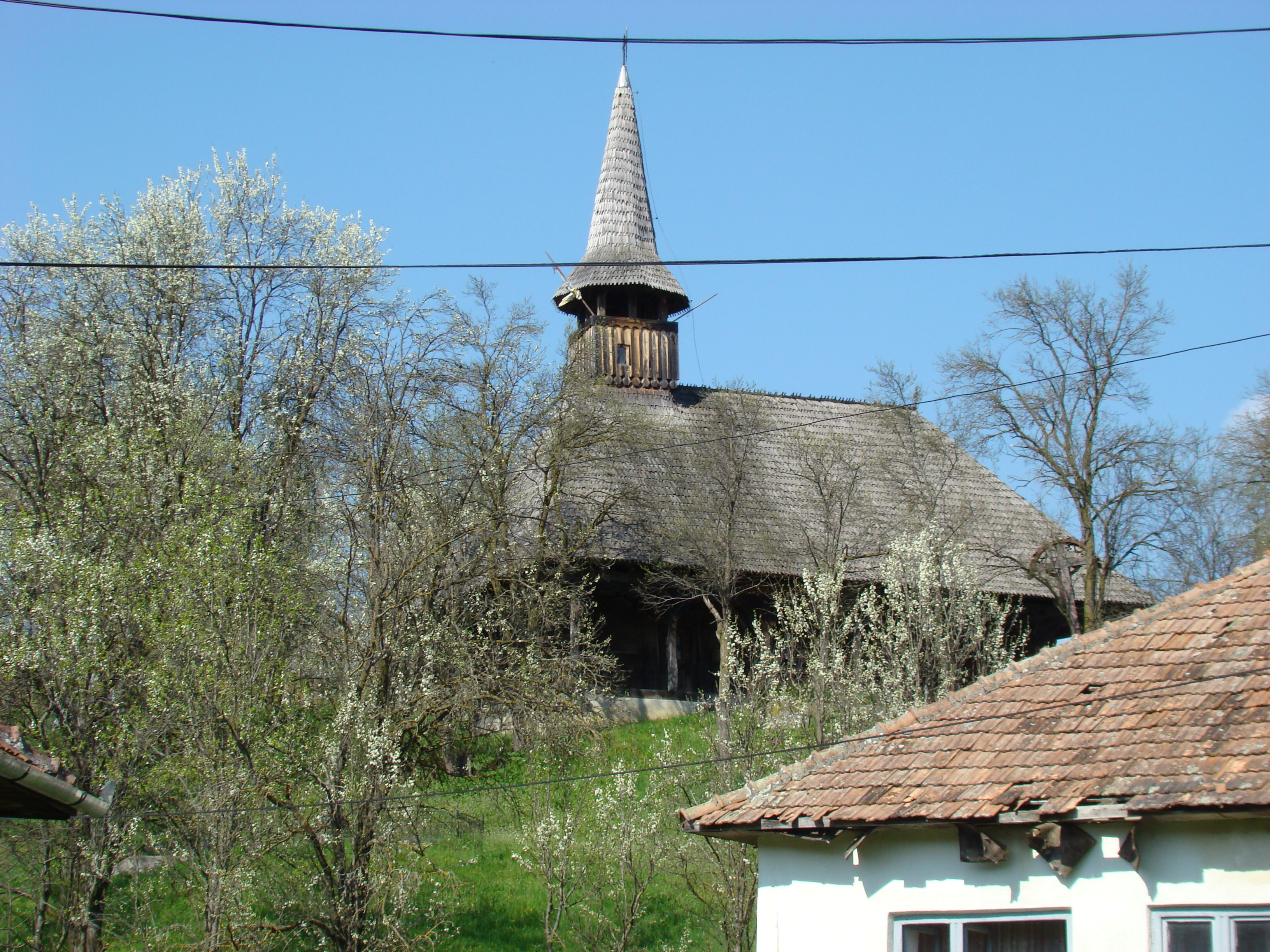
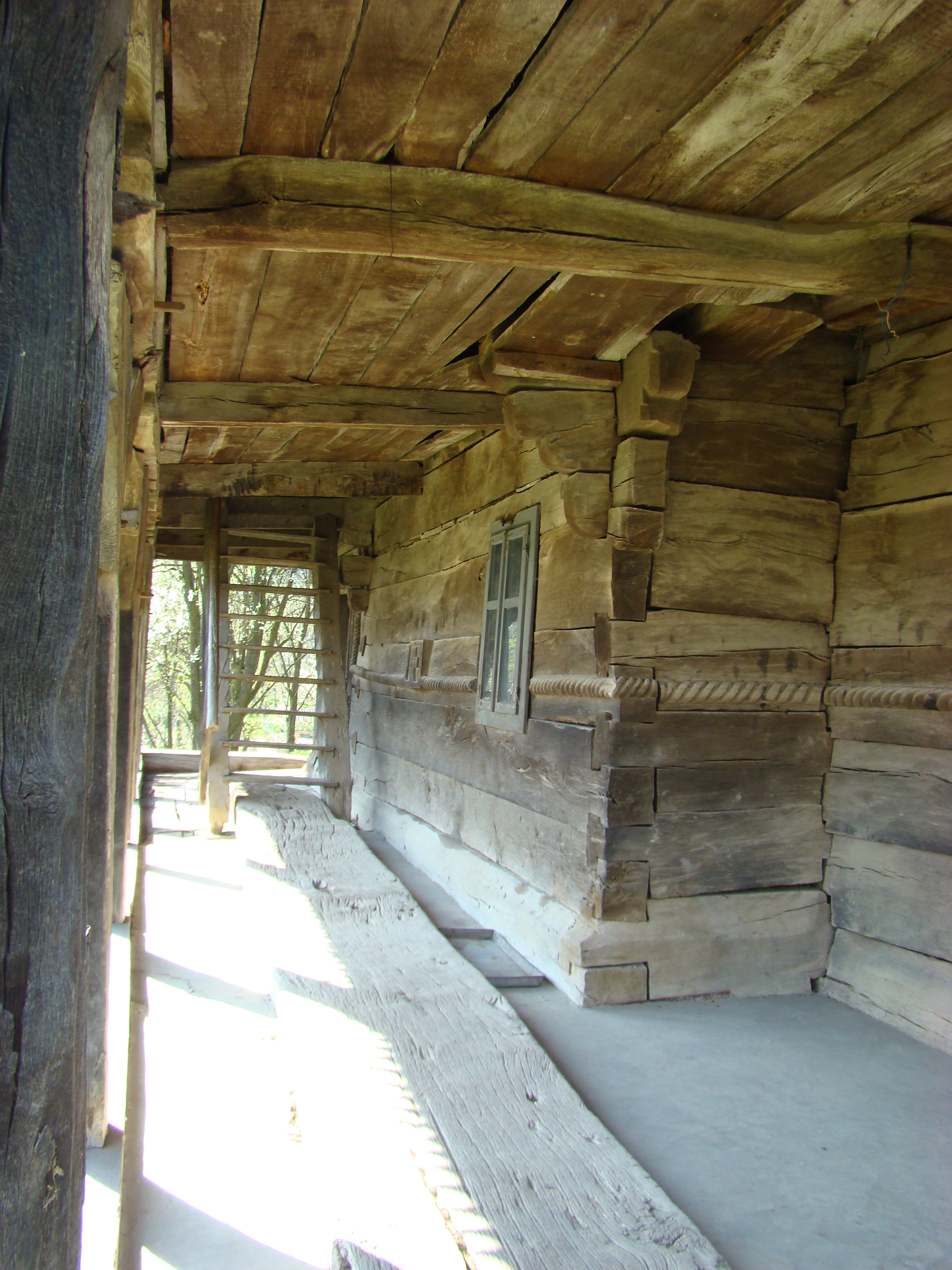
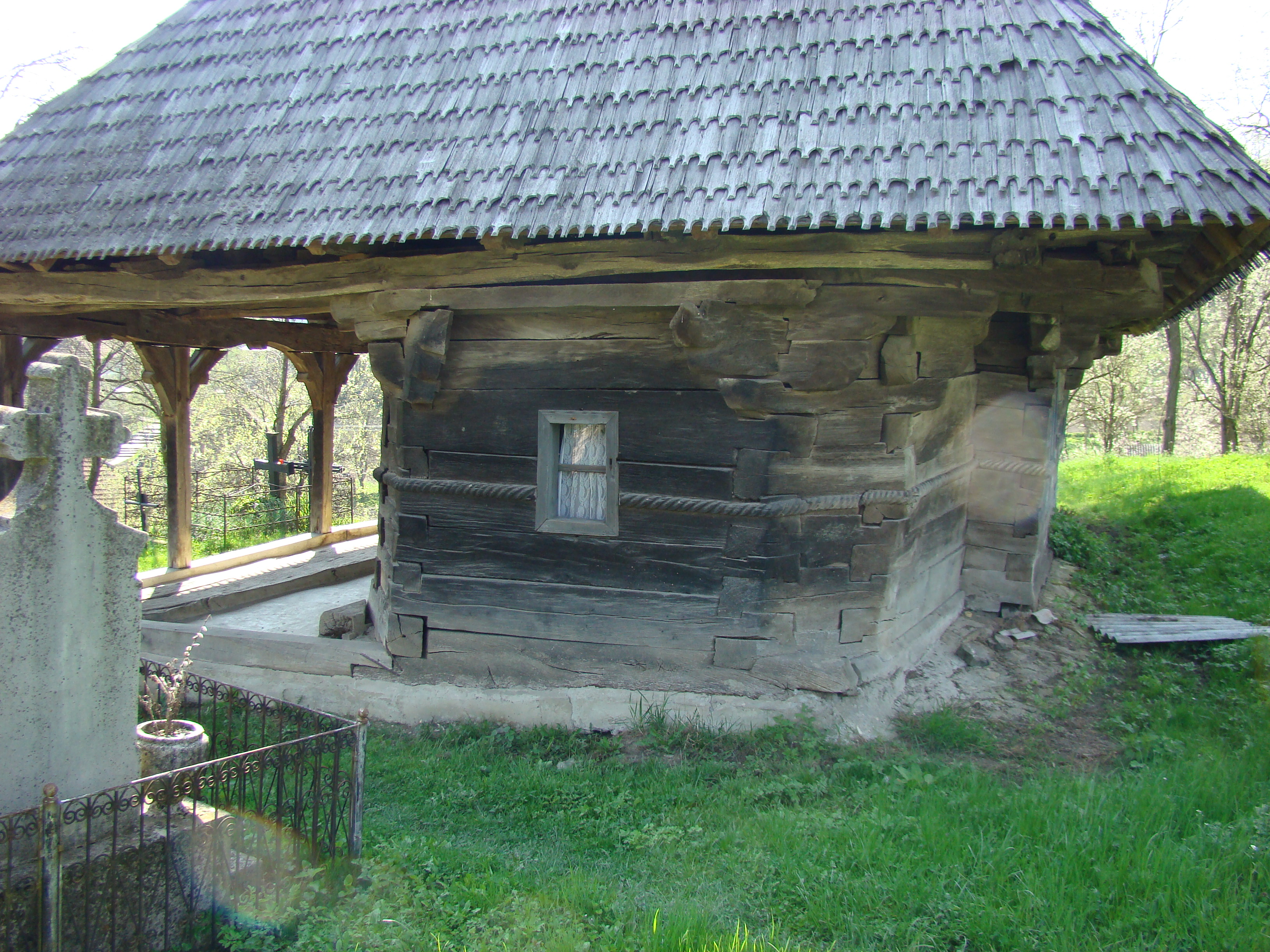
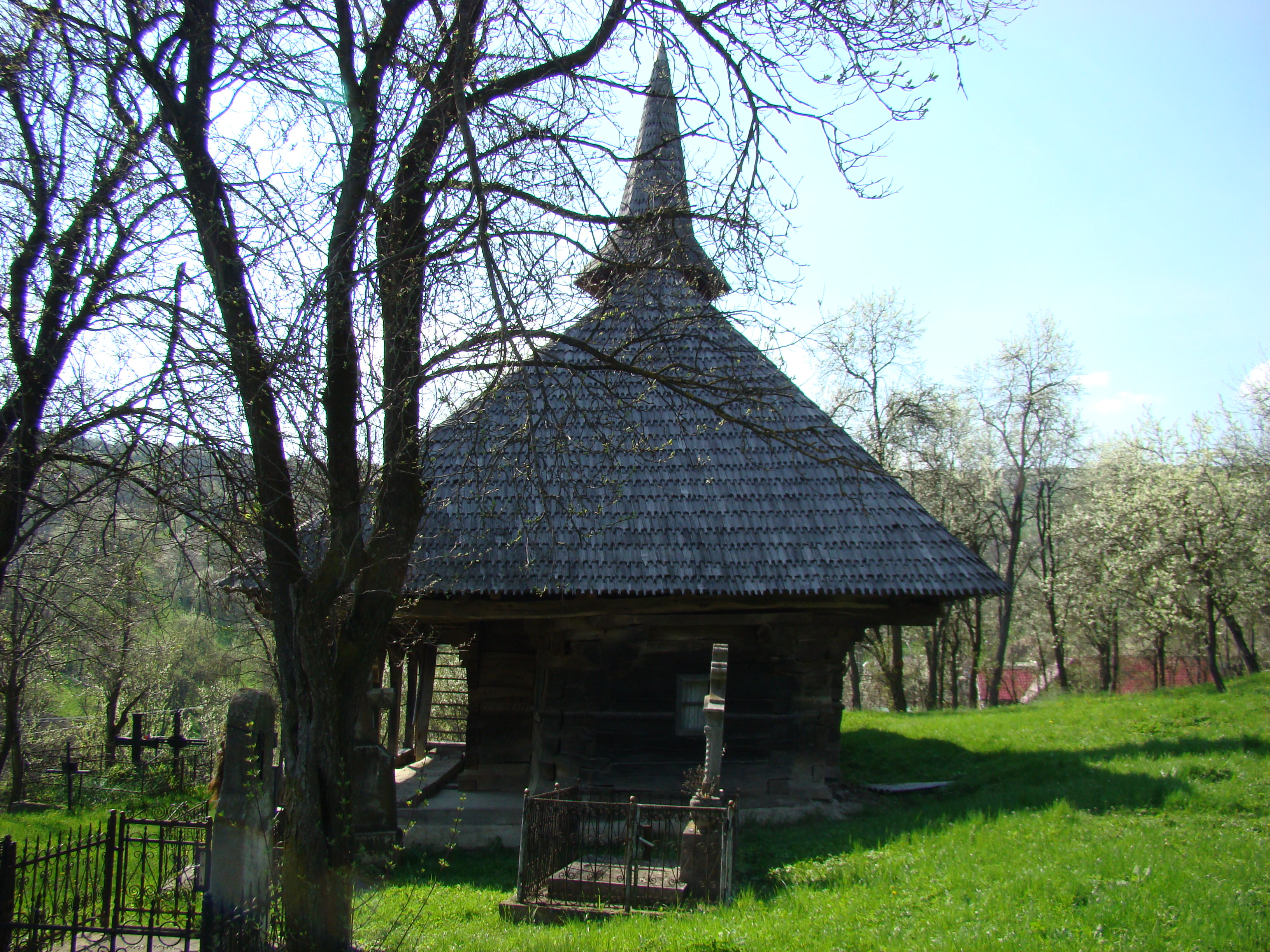
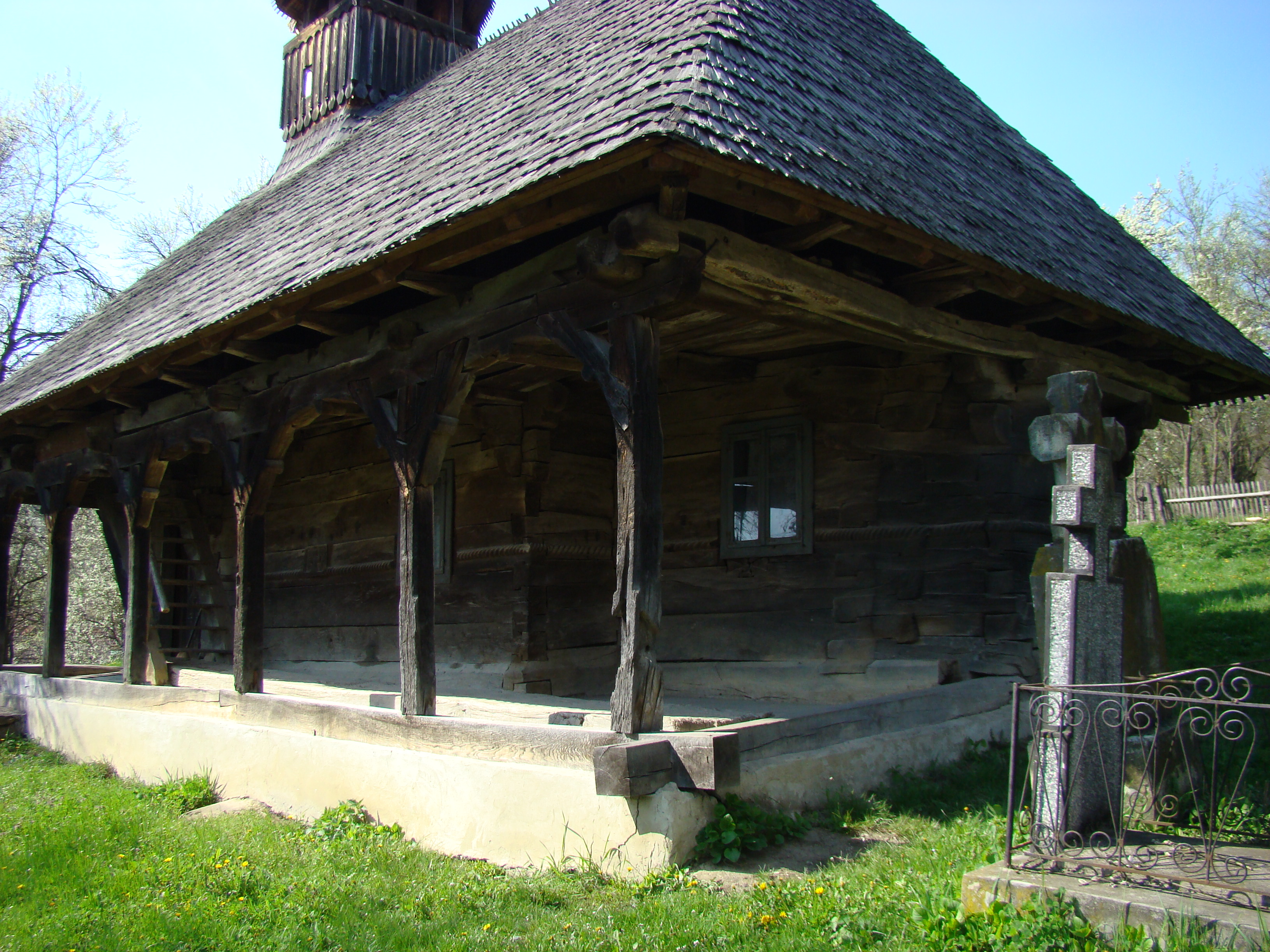
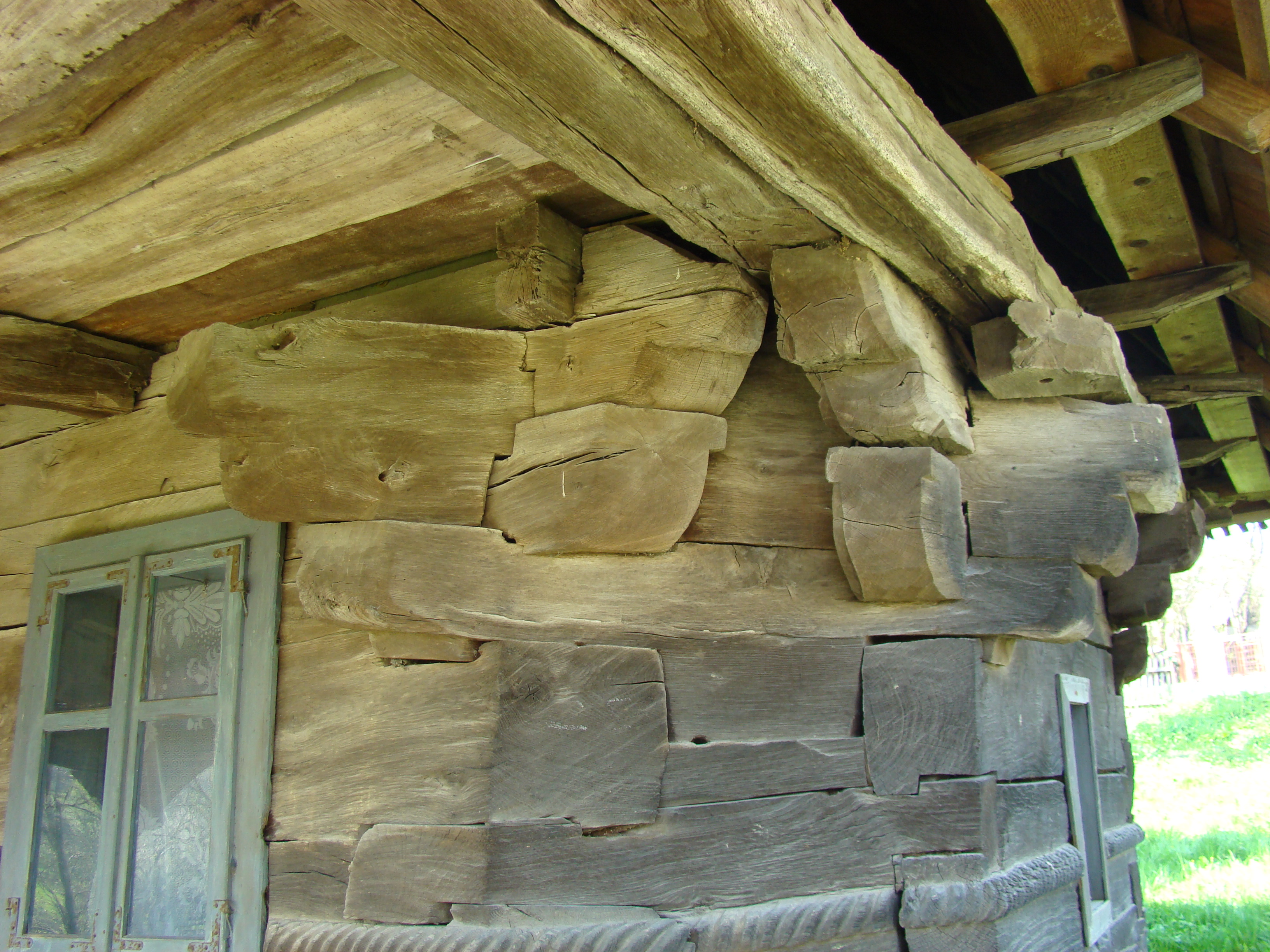
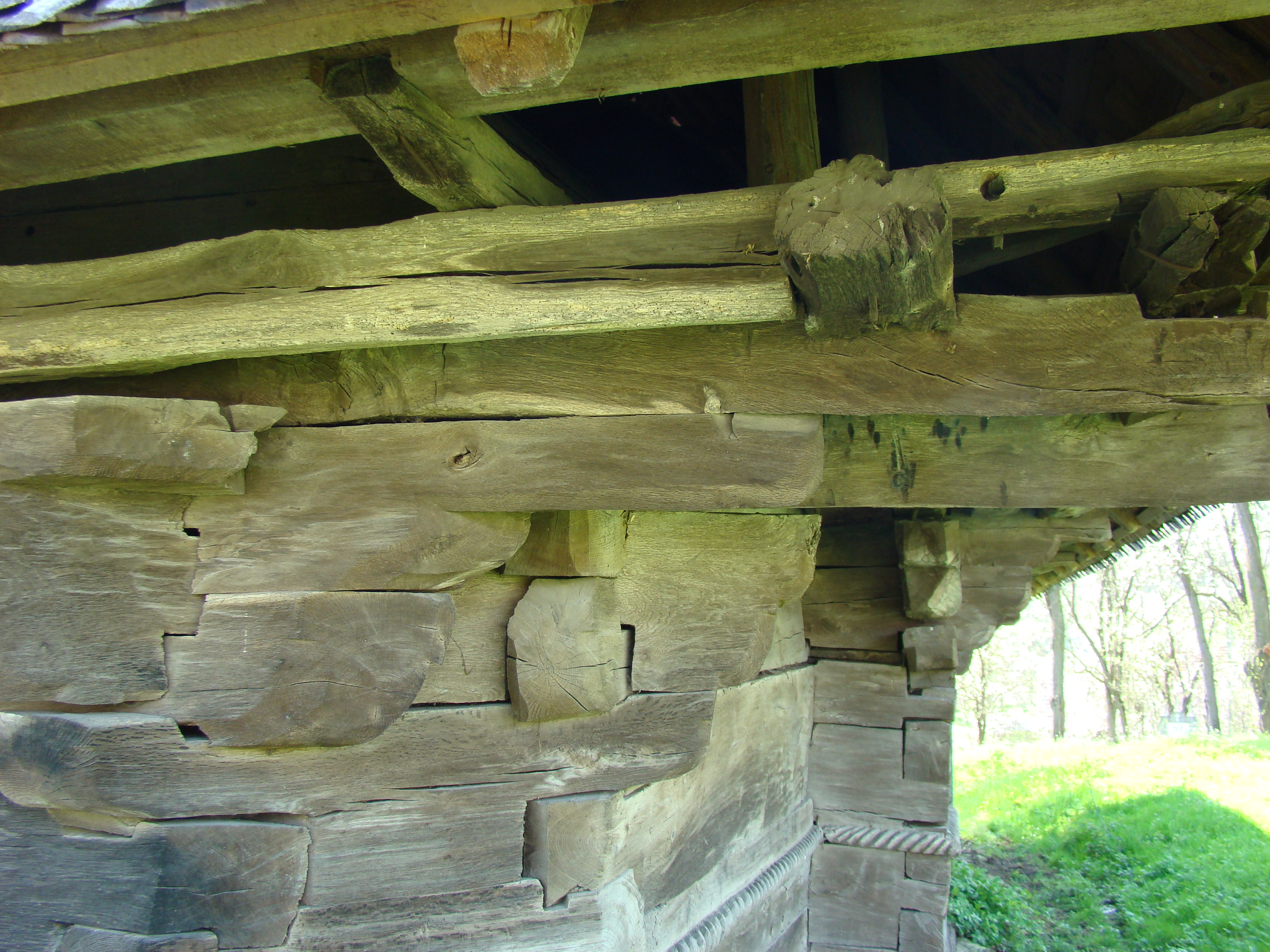
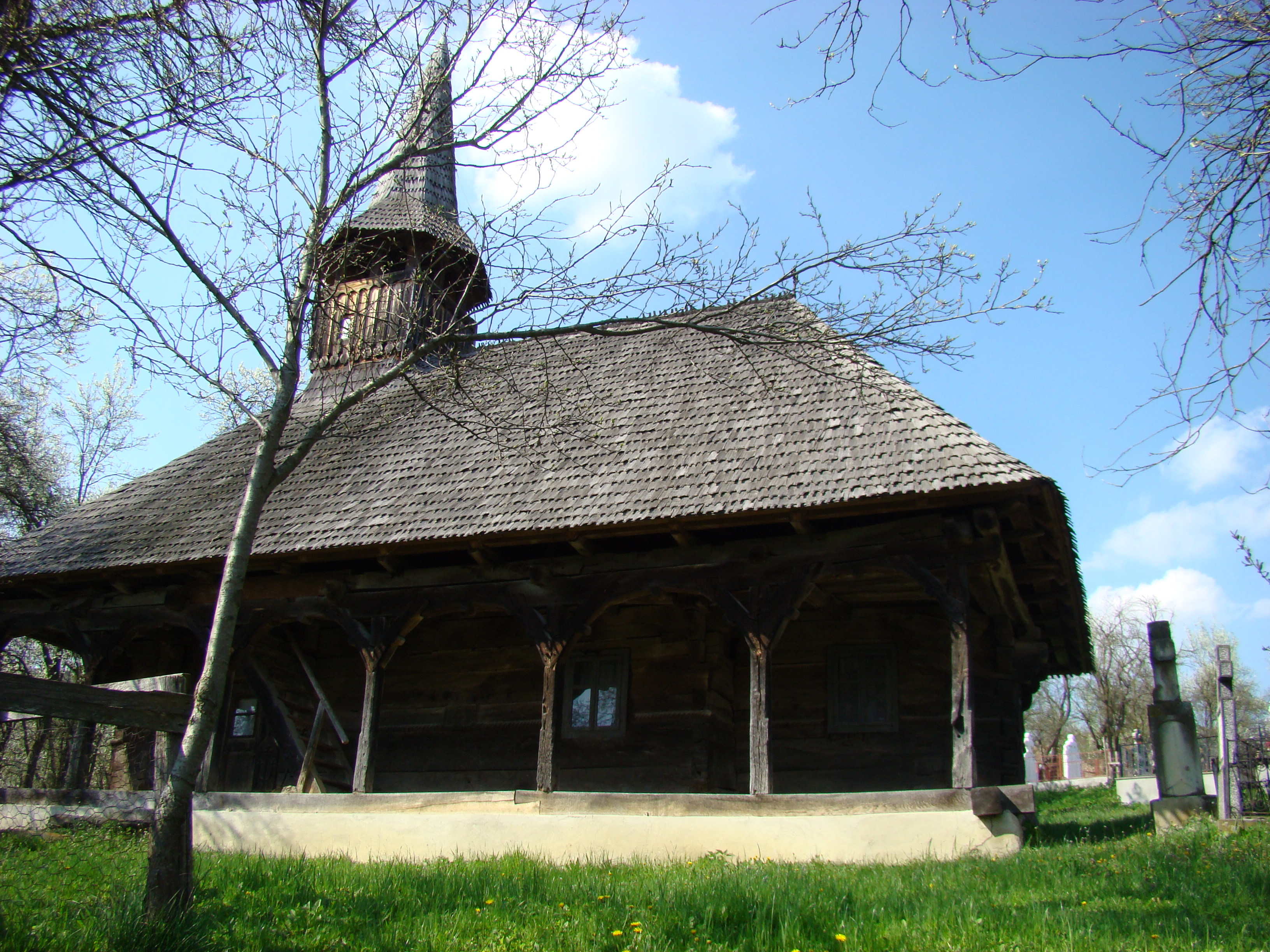
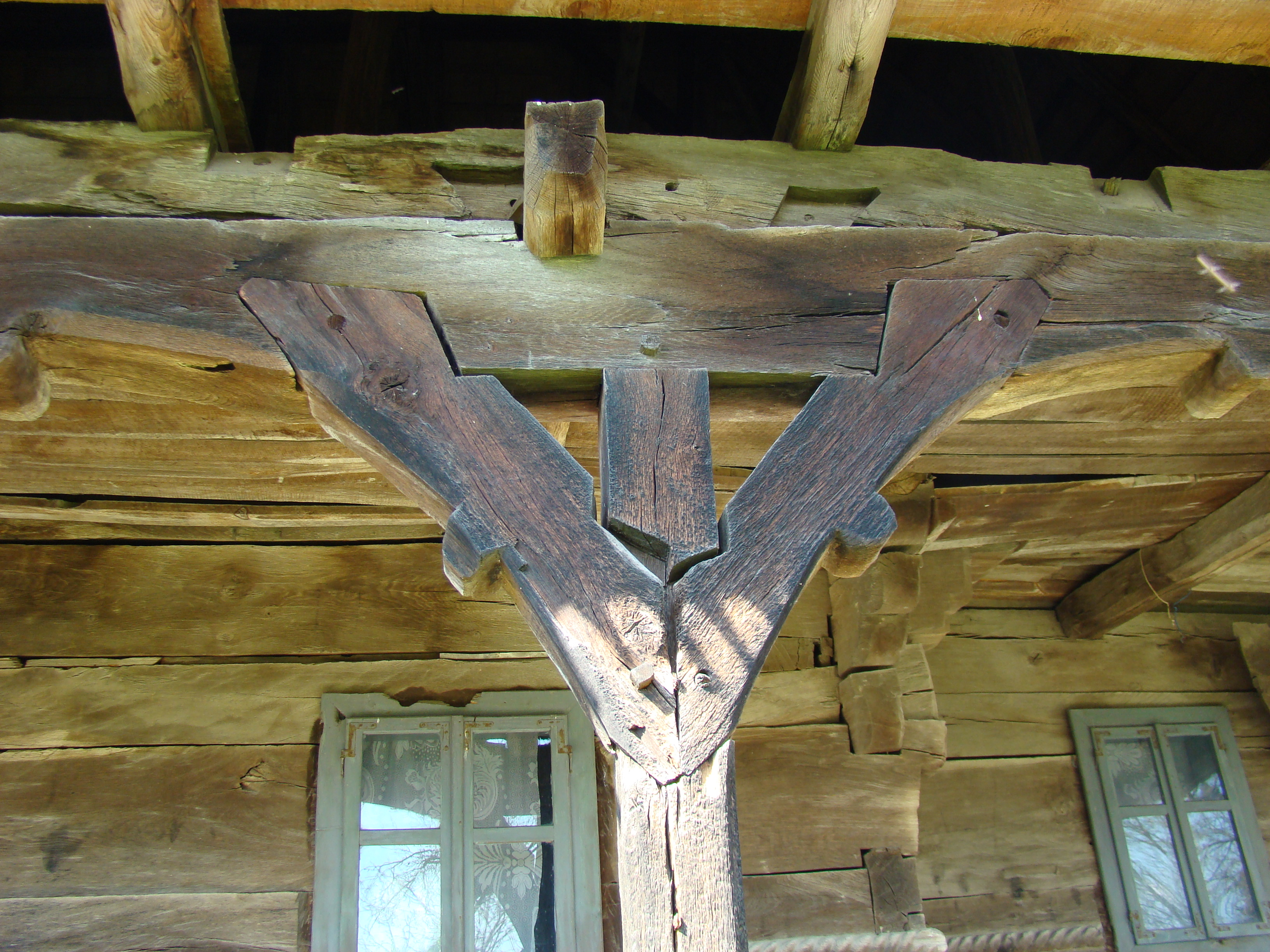
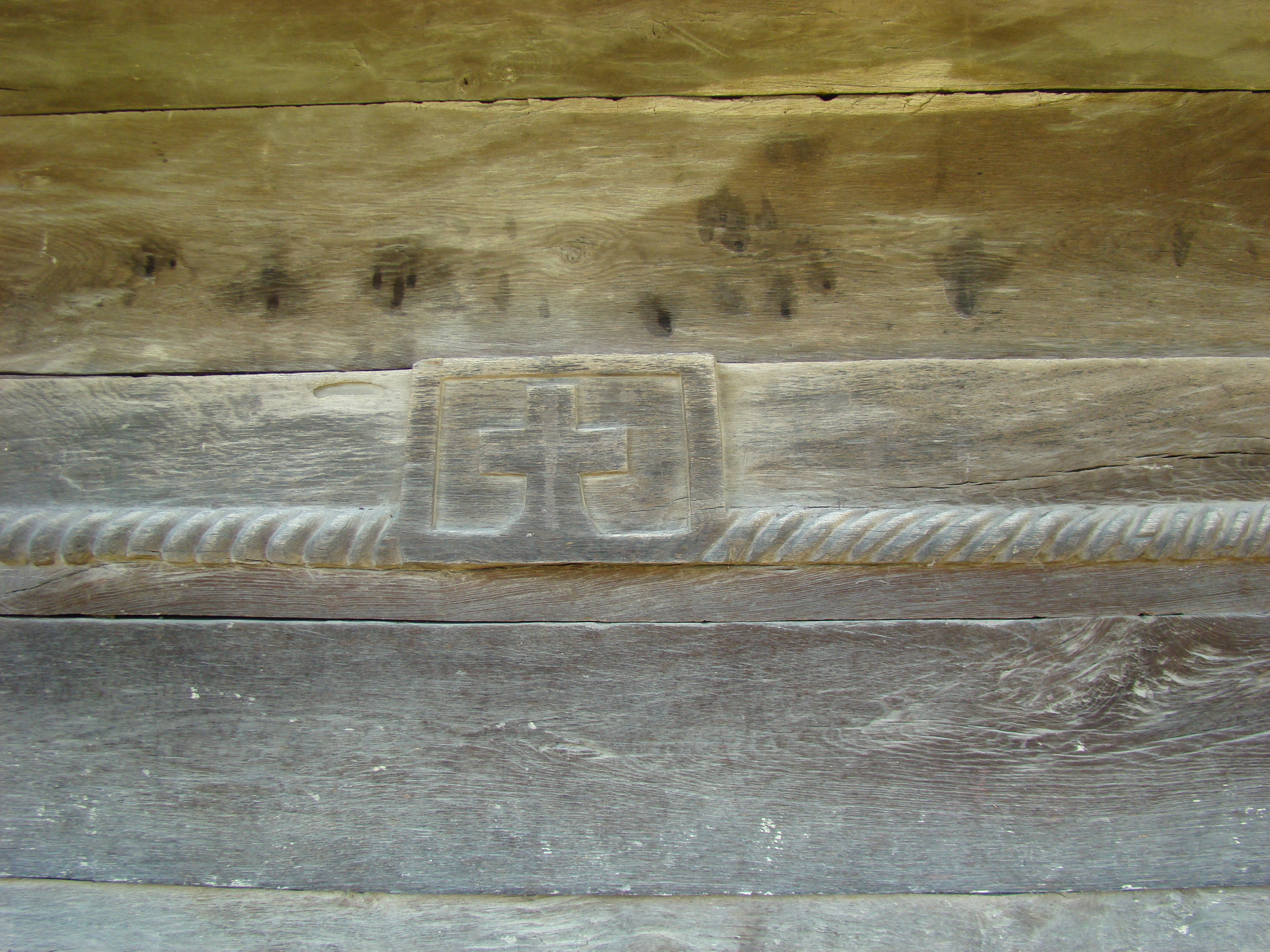
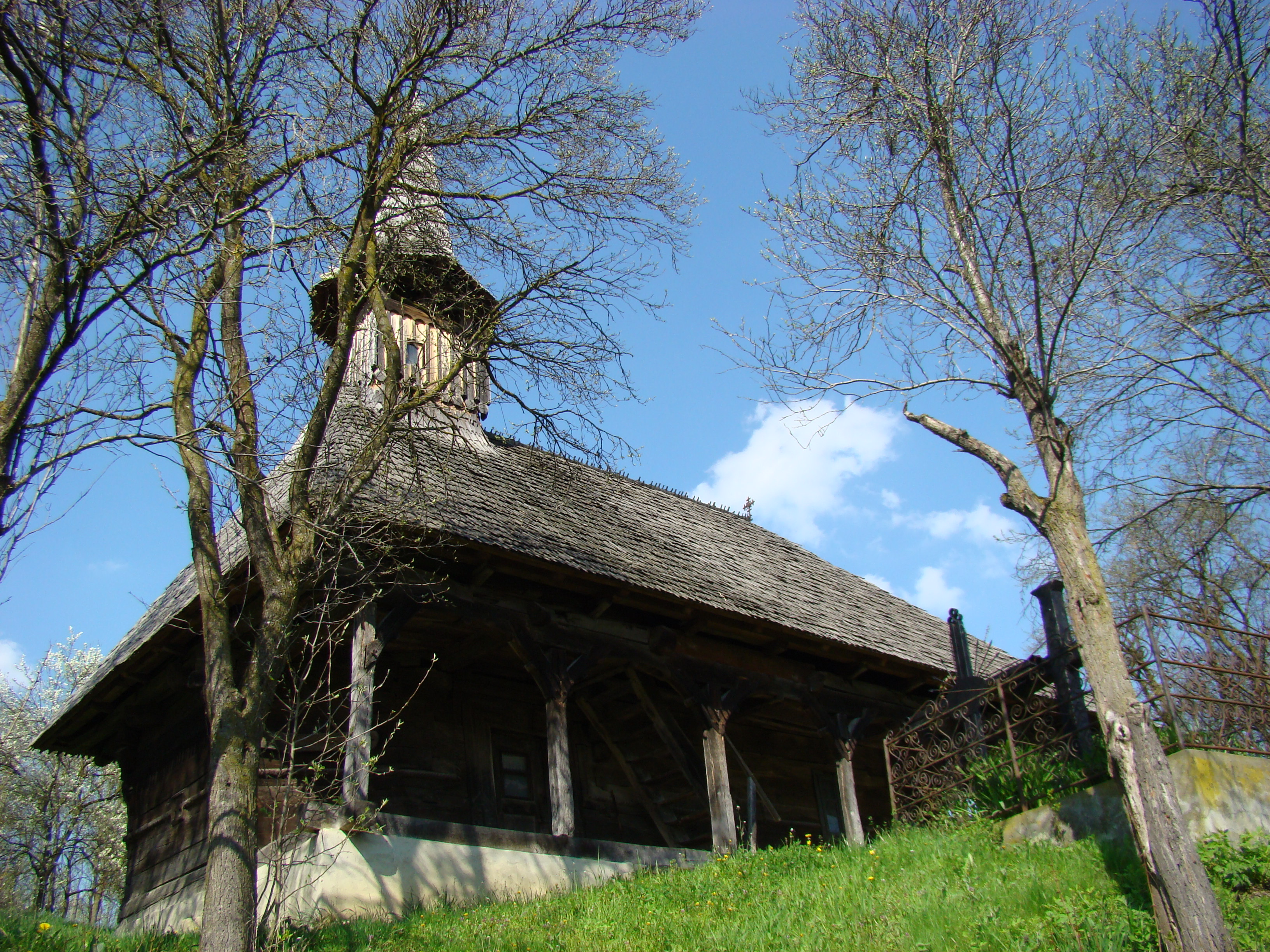
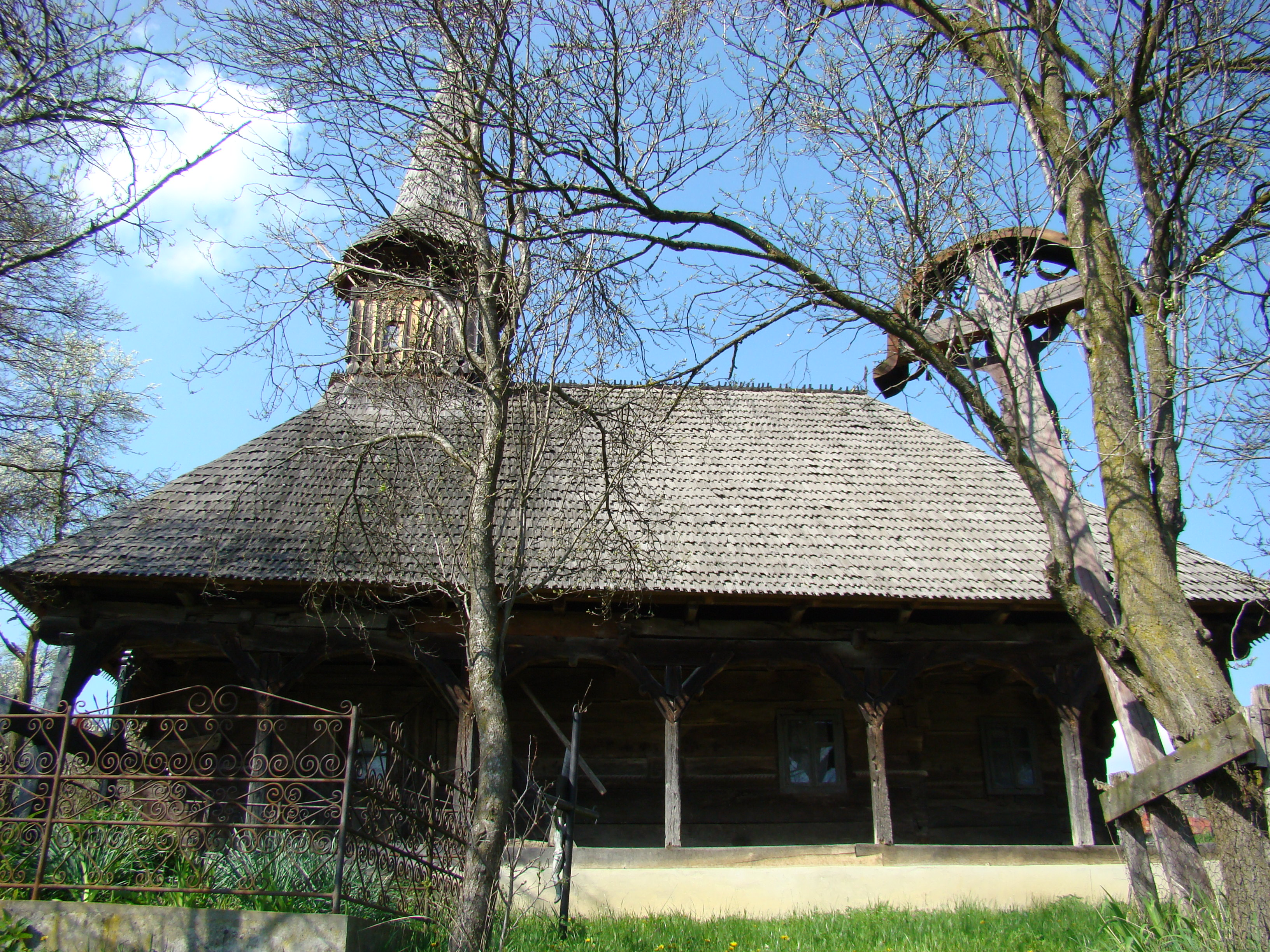
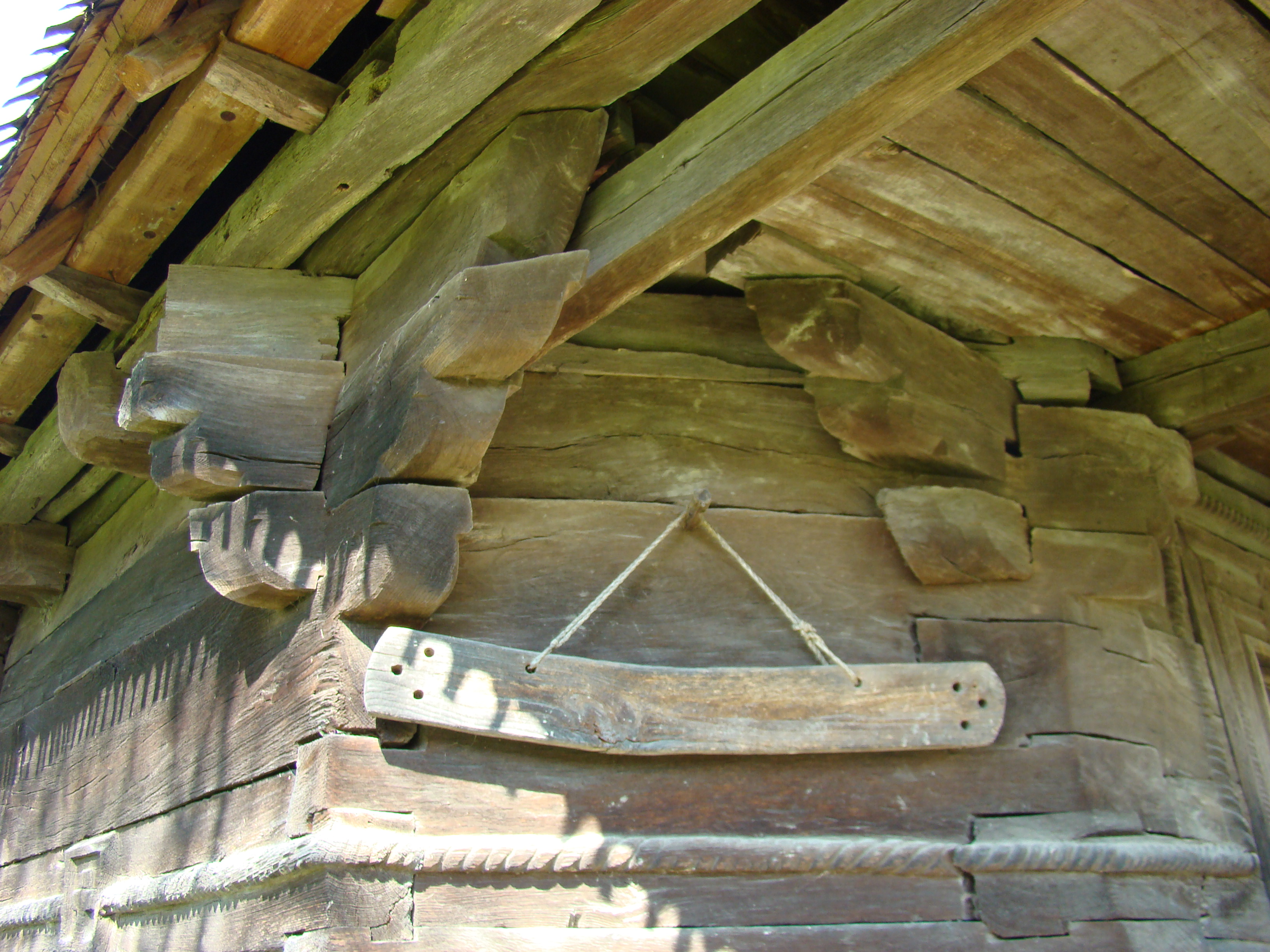
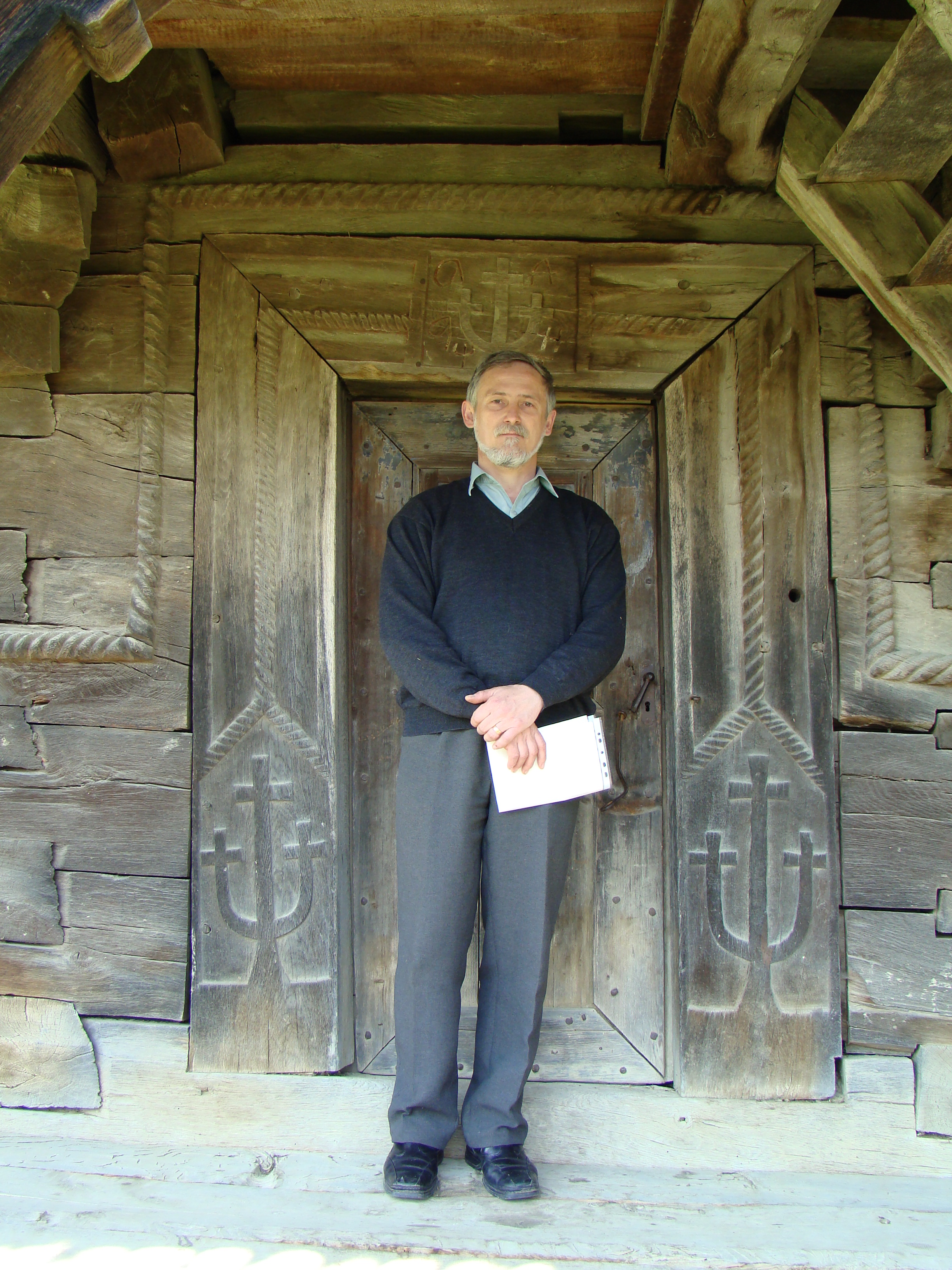
Fostul preot paroh Cordea Emilian
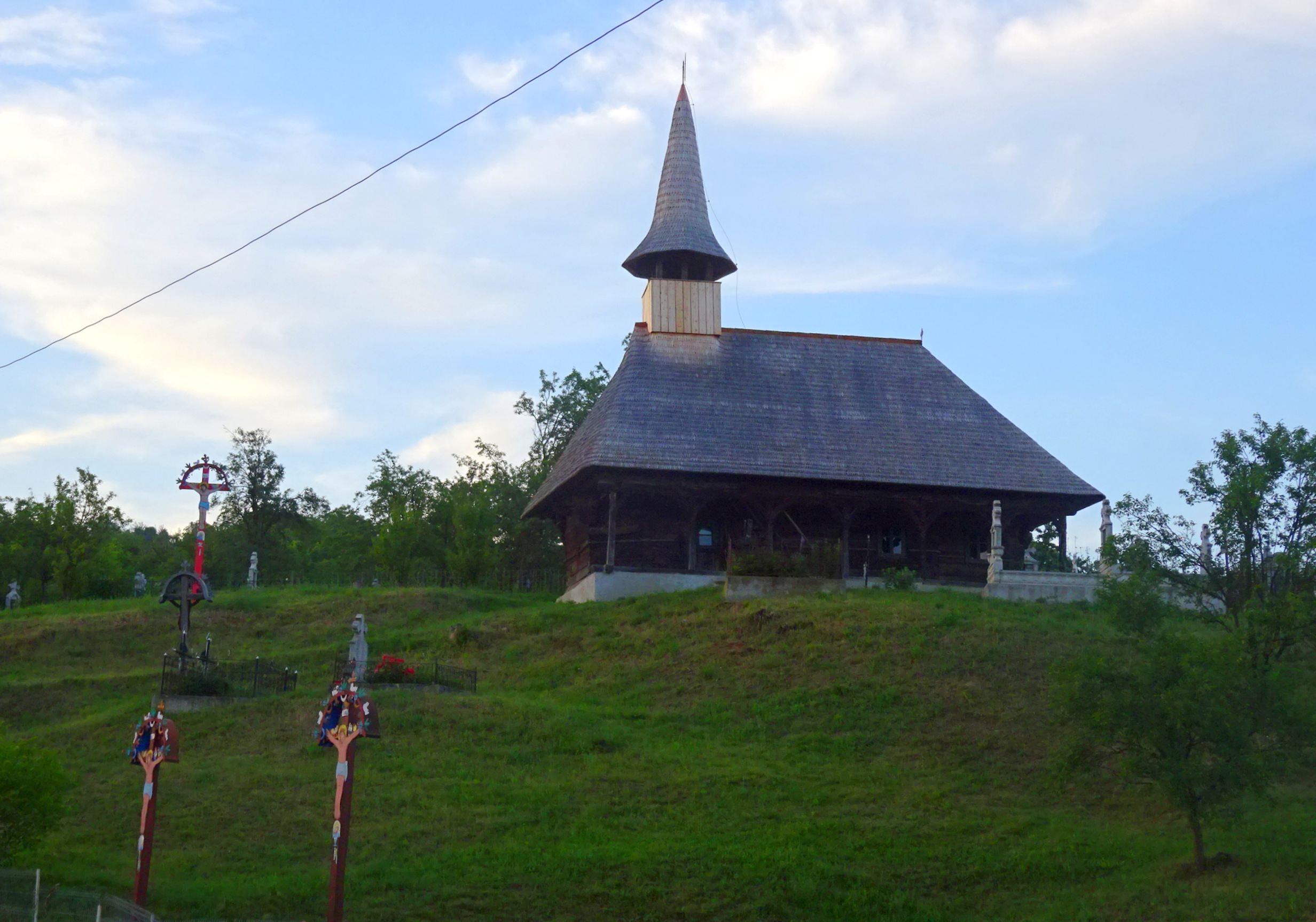
Biserica (2024)
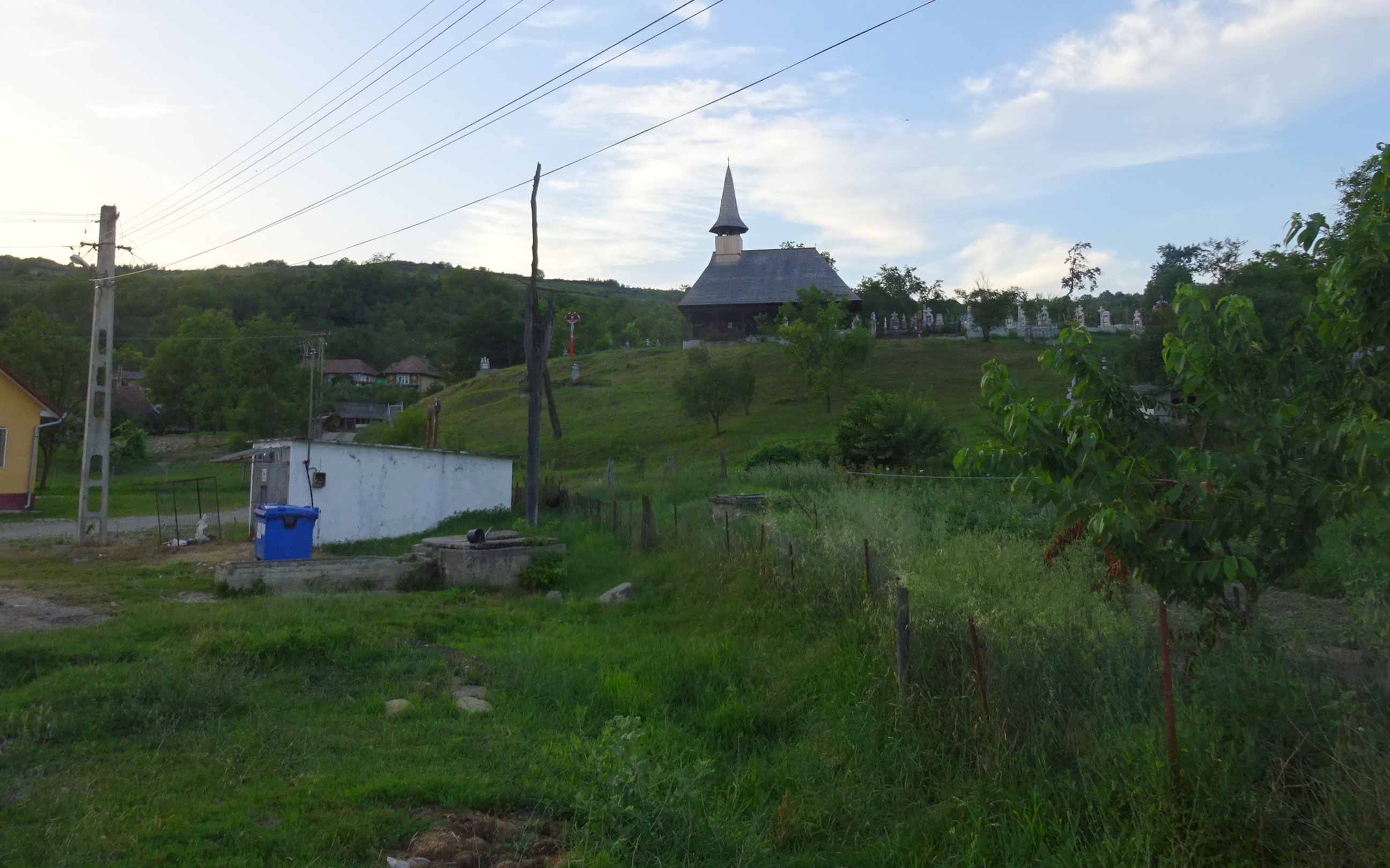
Biserica și împrejurimile (2024)
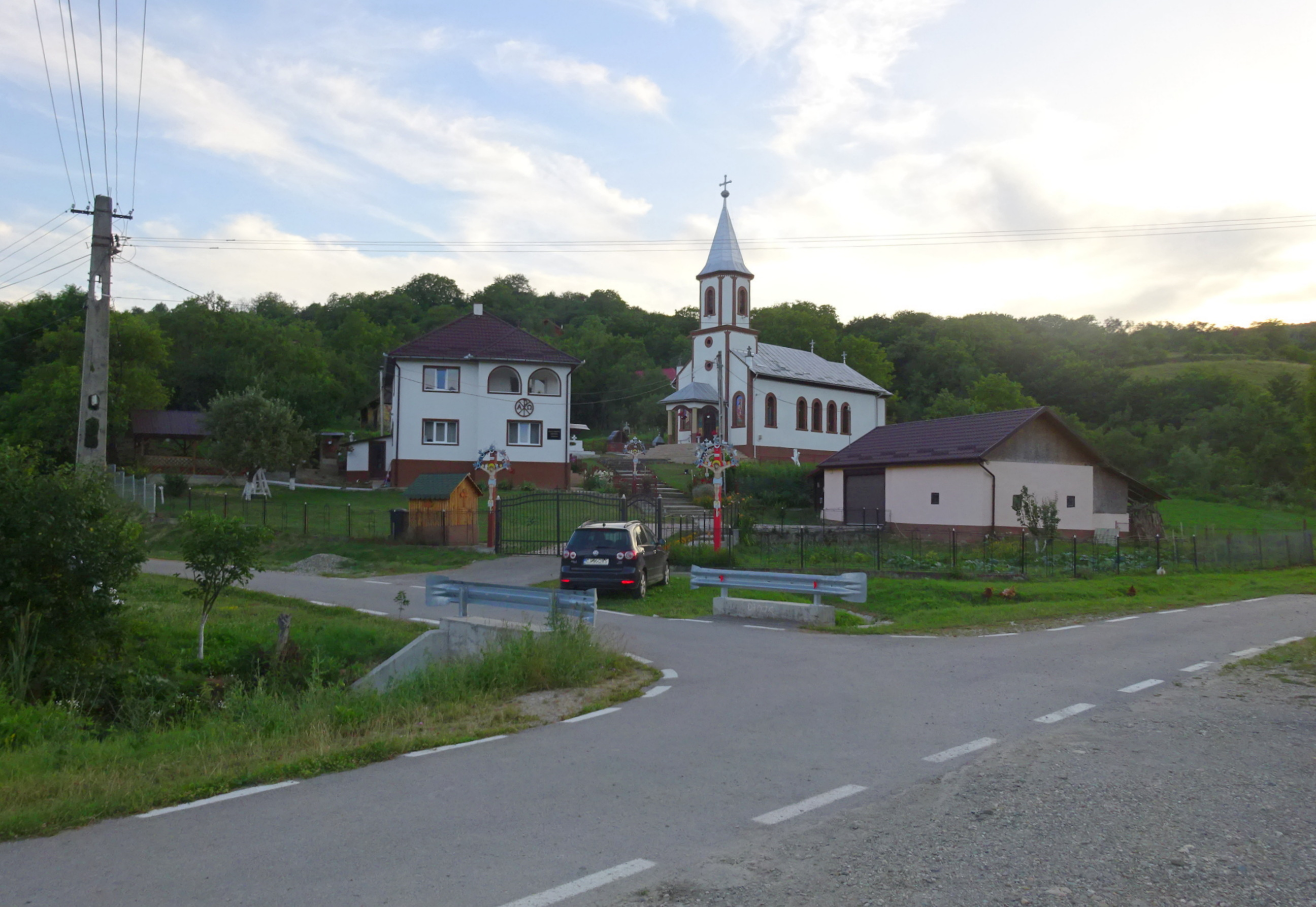
Biserica cu hramul „Sfinții Apostoli Petru și Pavel”, construită între anii 1981-1982 și casa parohială

## Imagini din interior

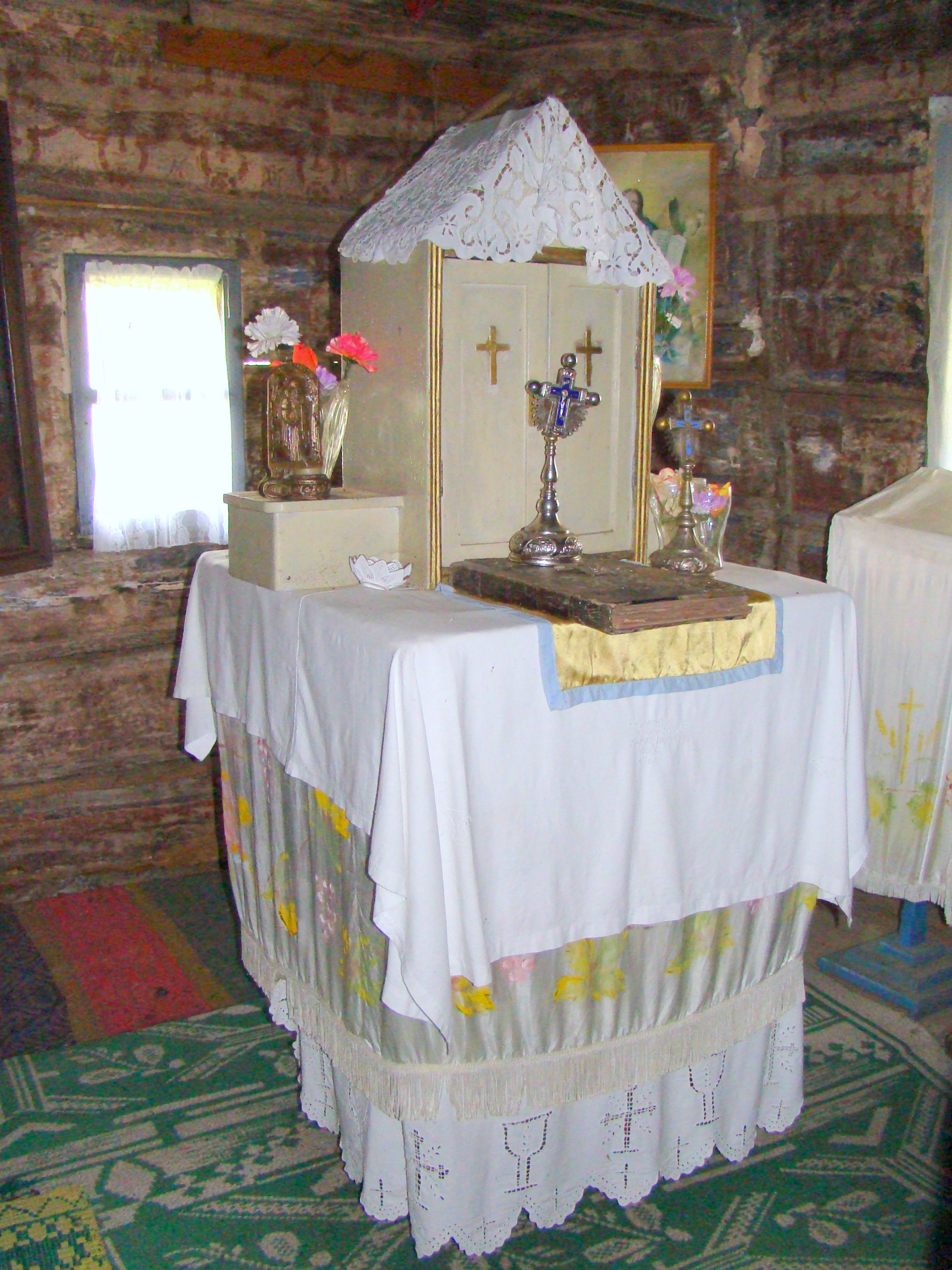
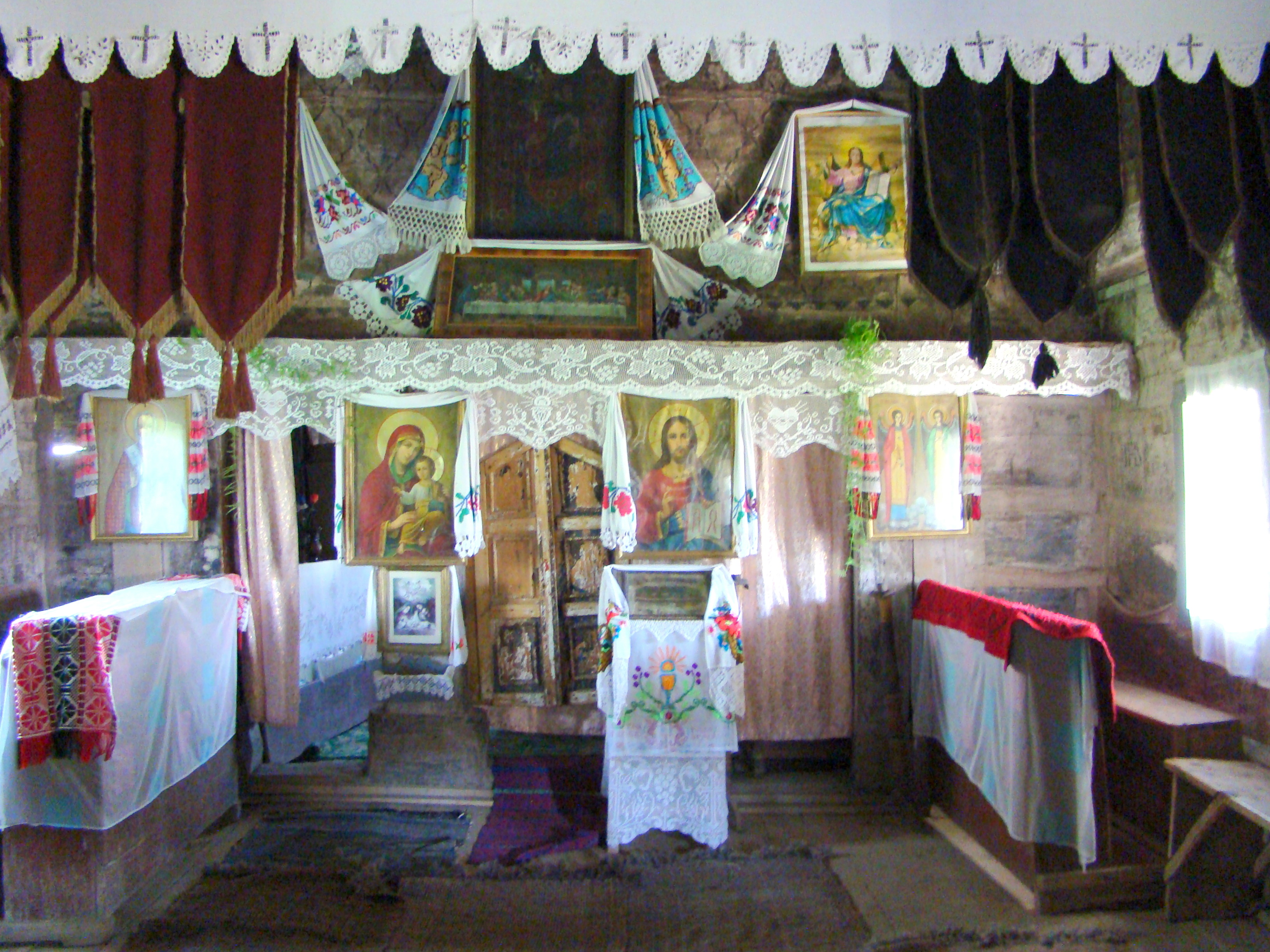
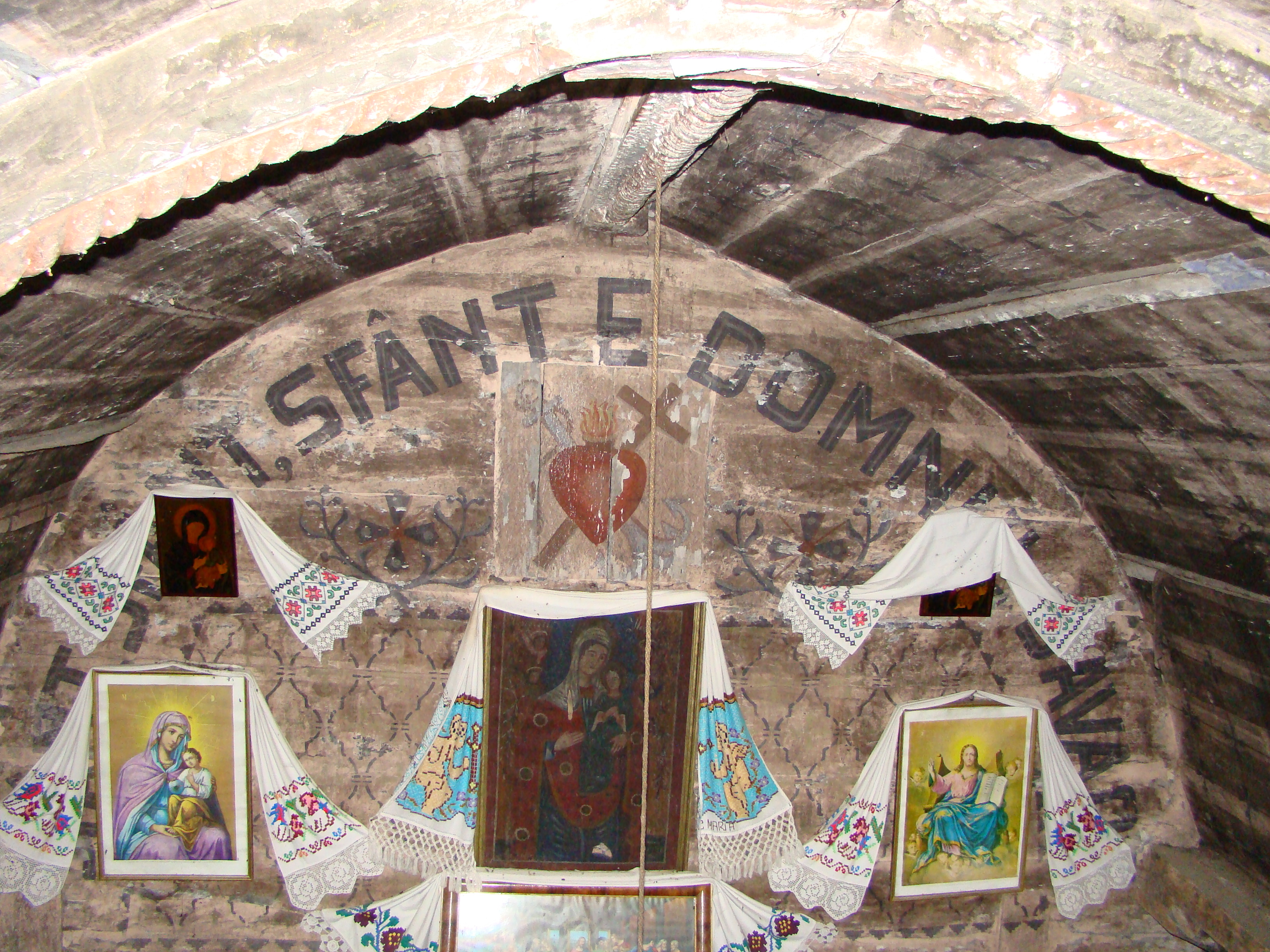
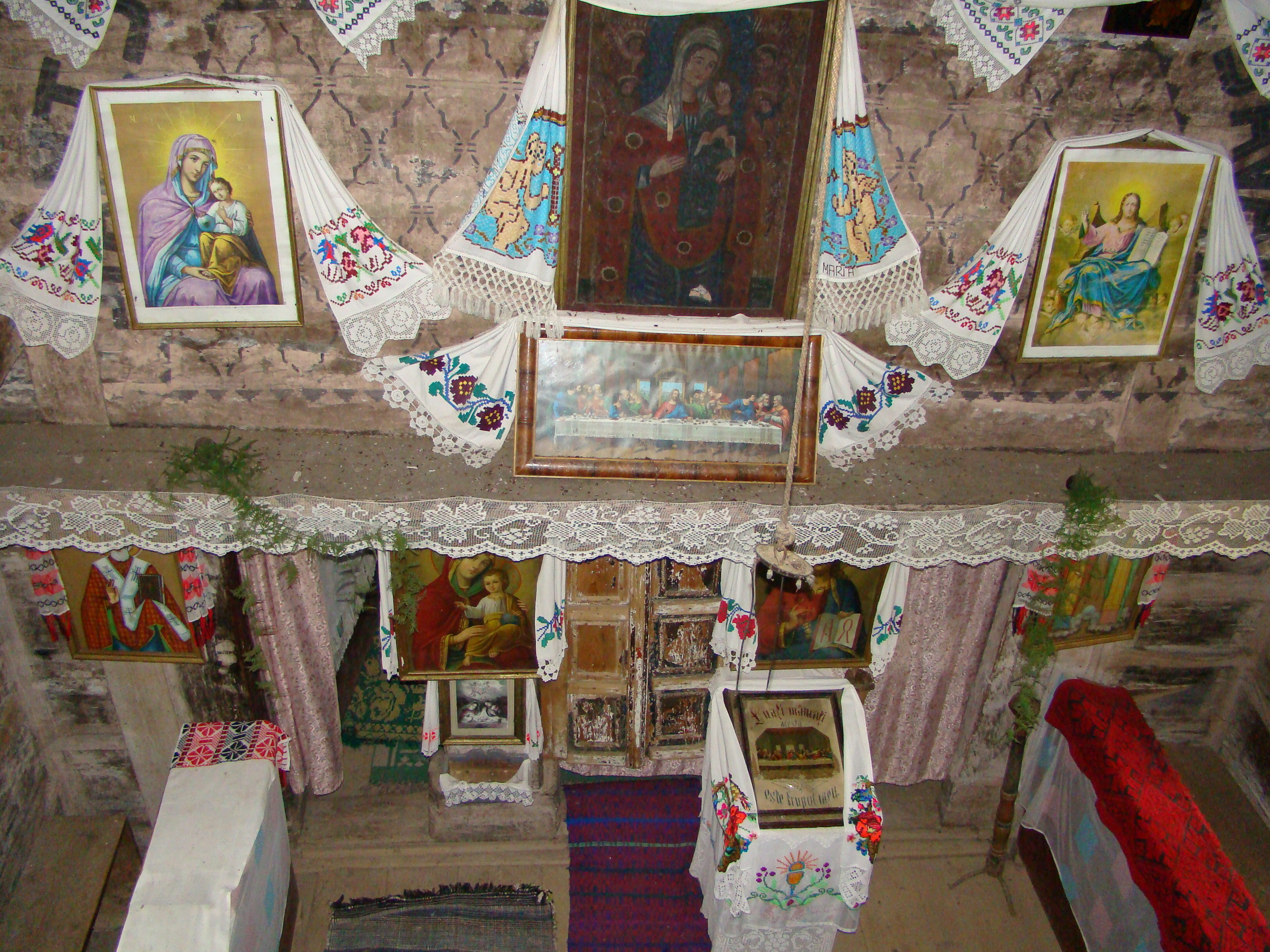
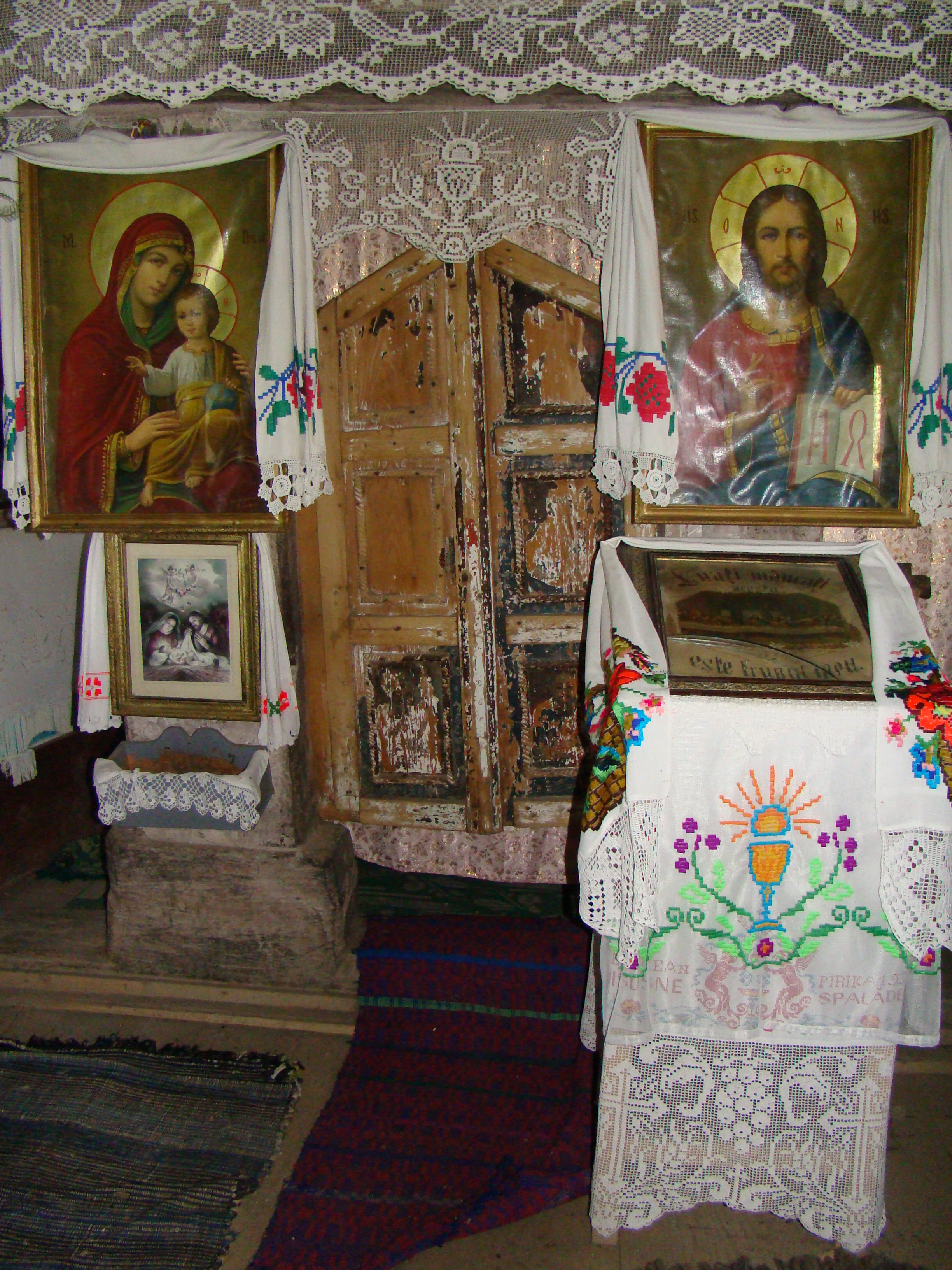
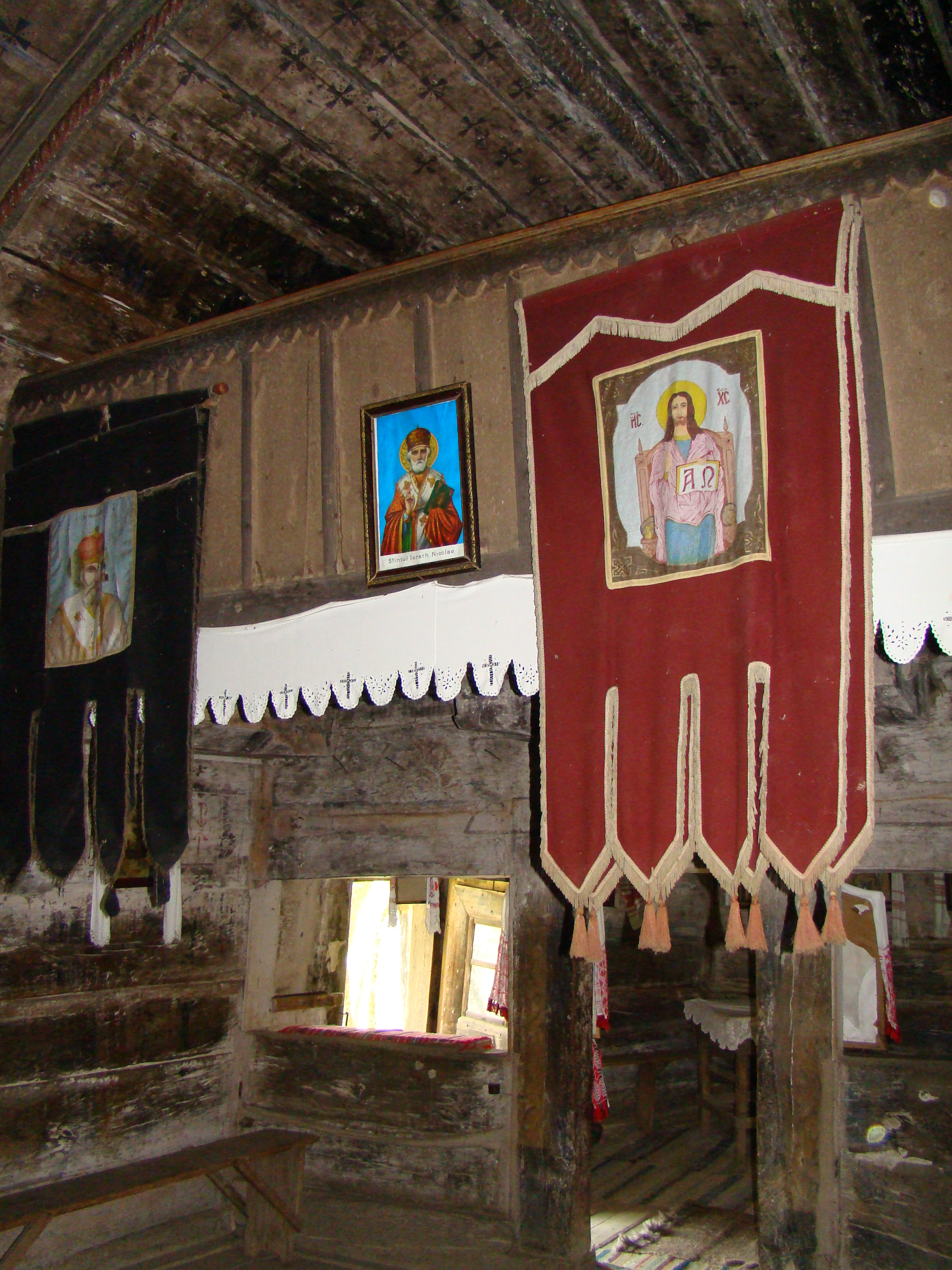
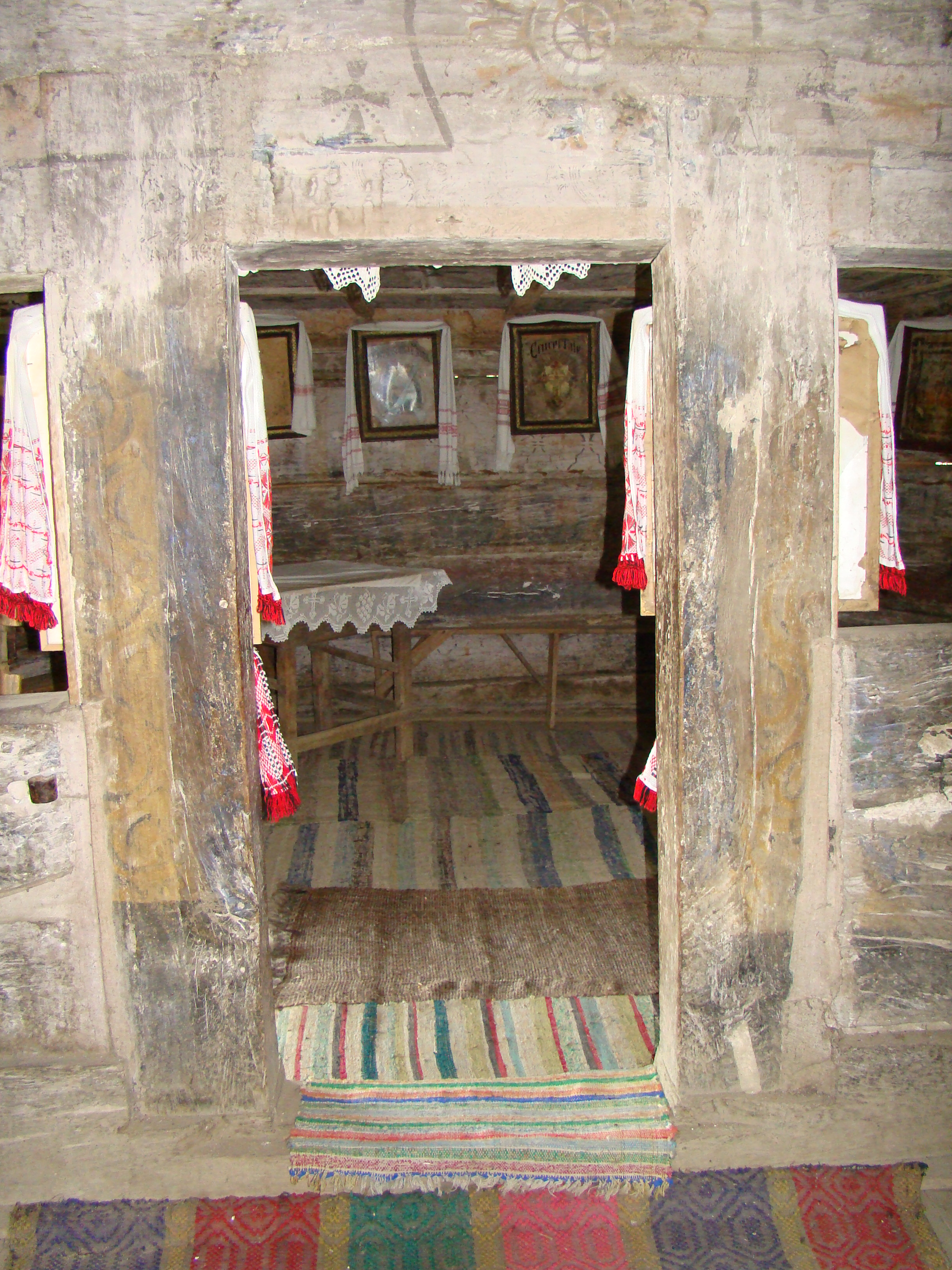
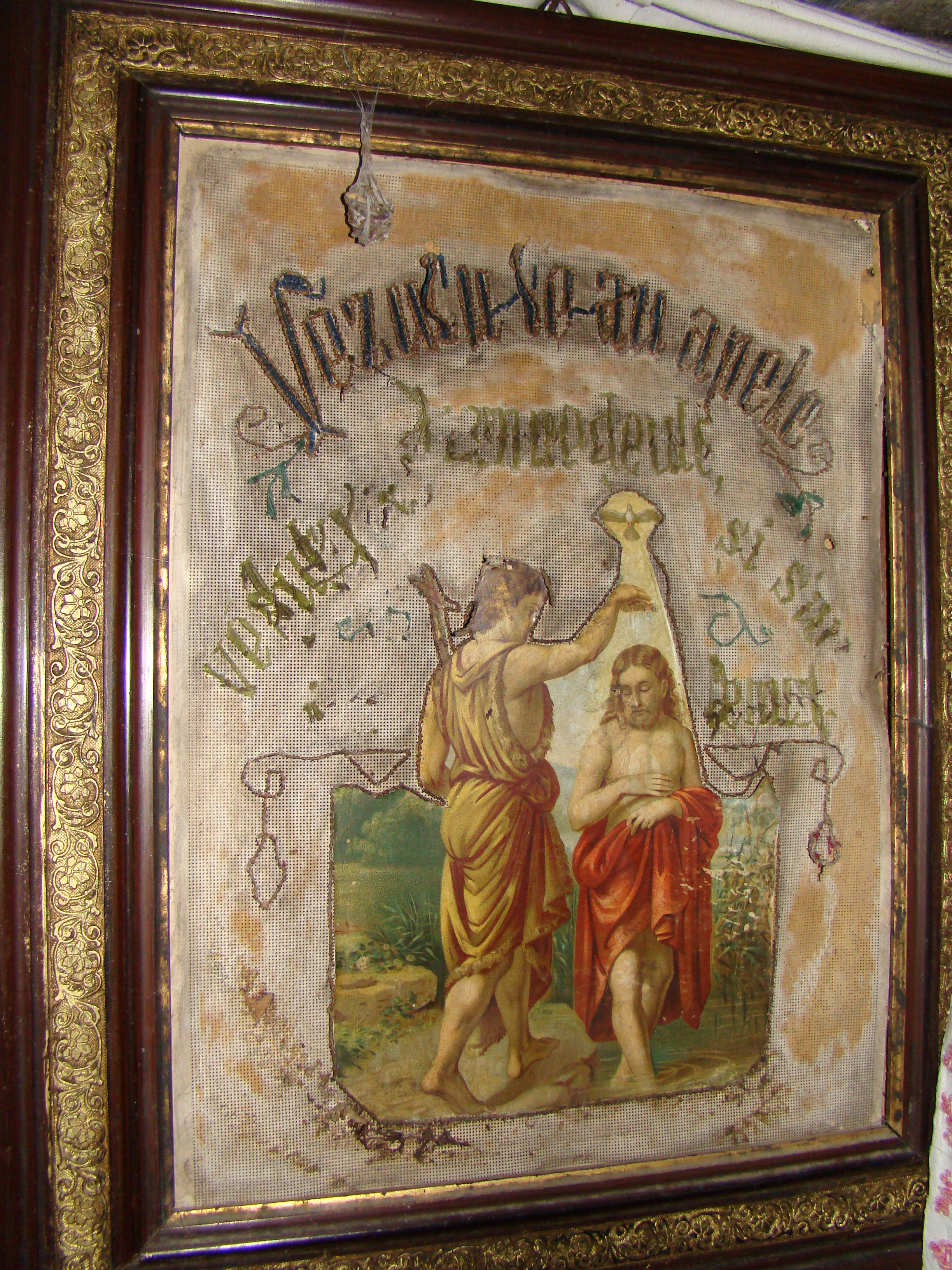
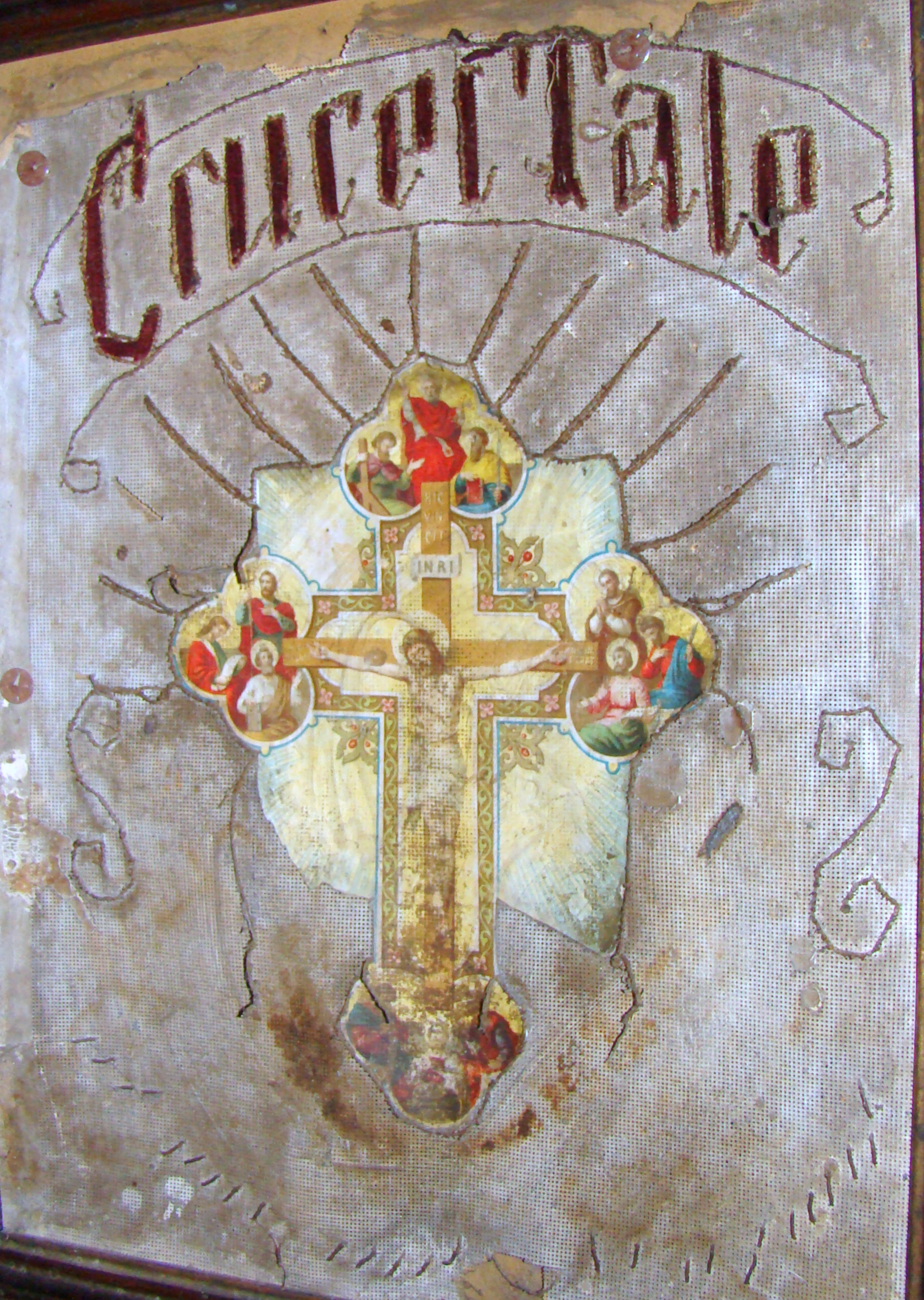
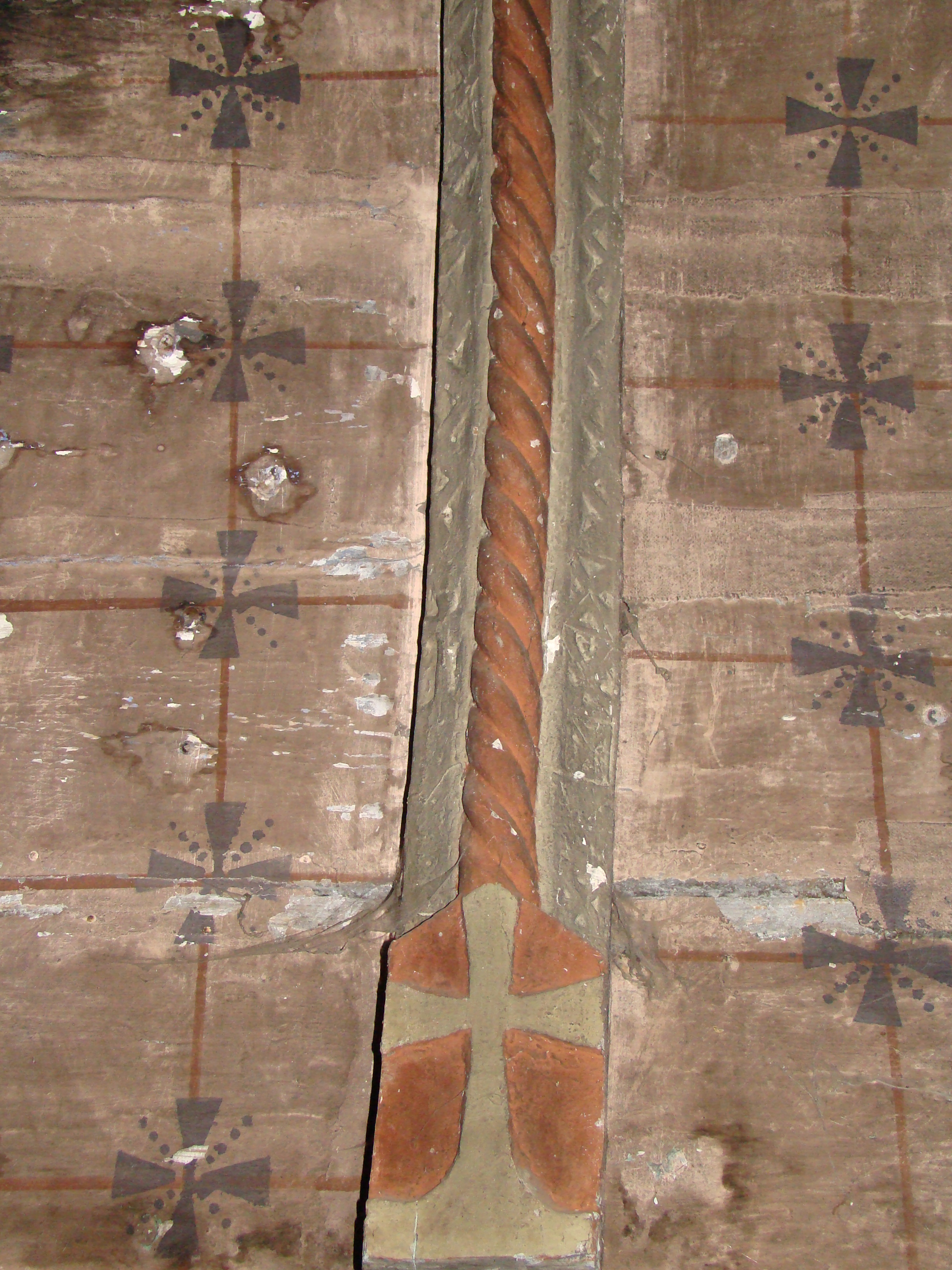
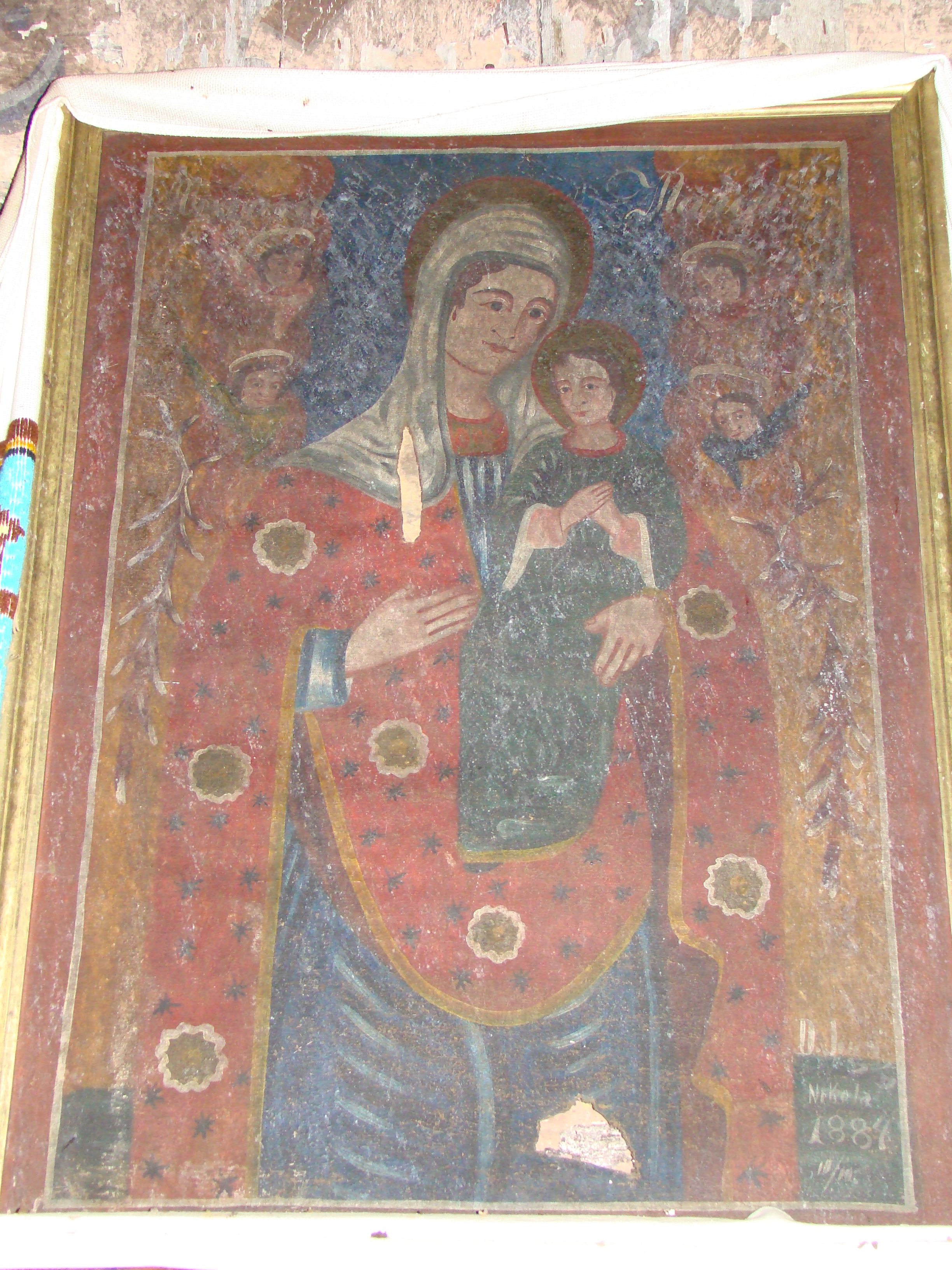
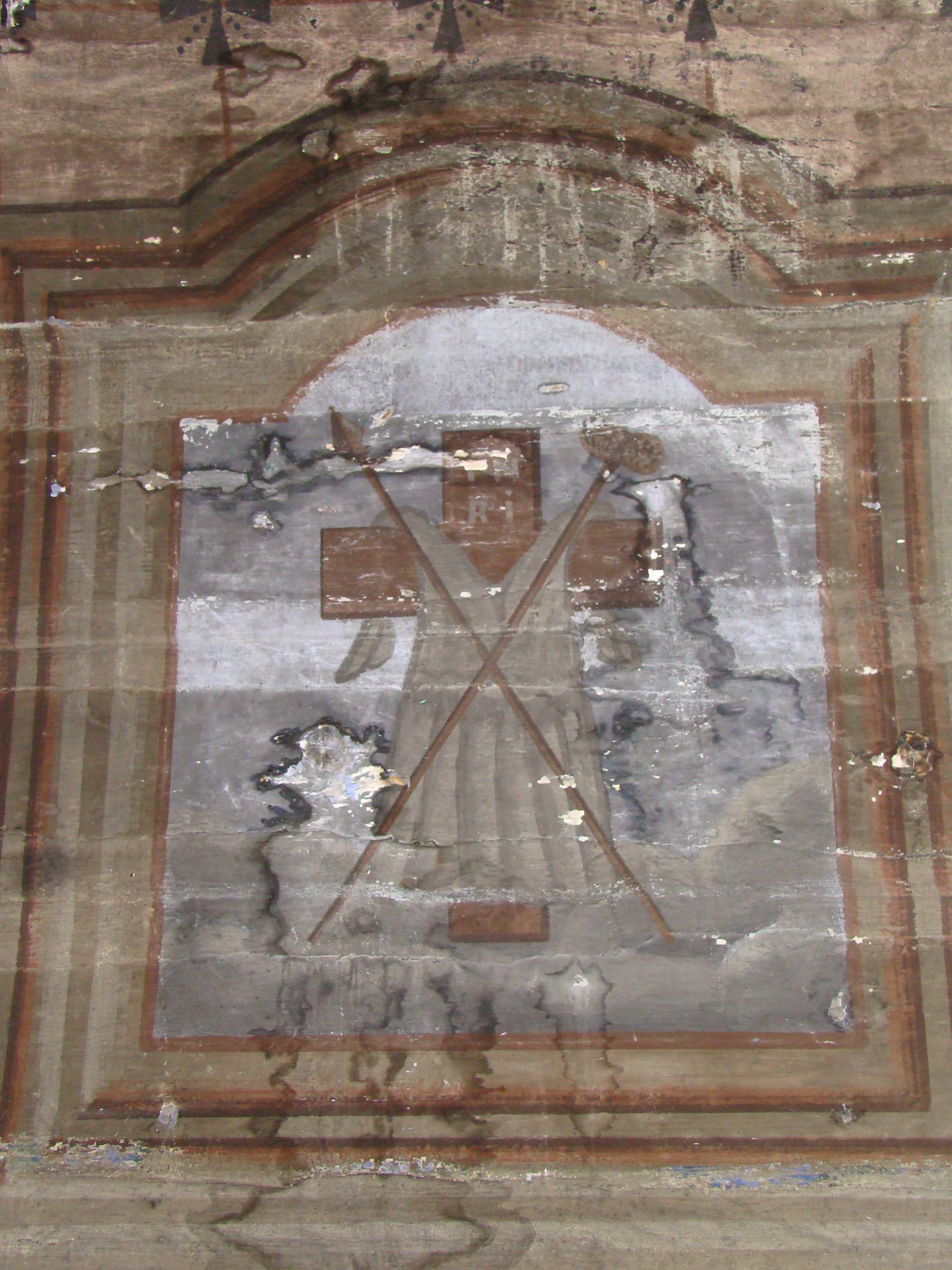
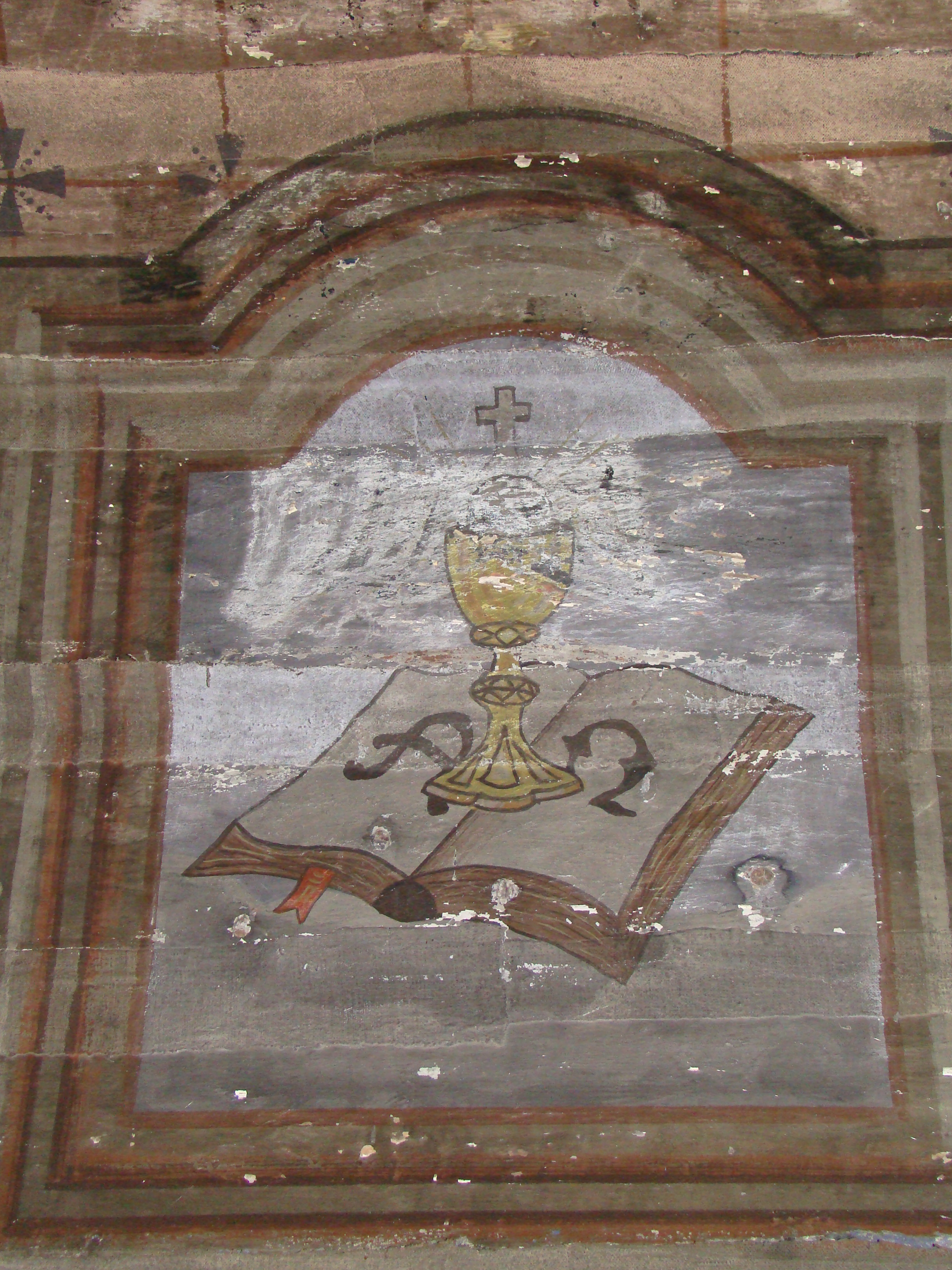
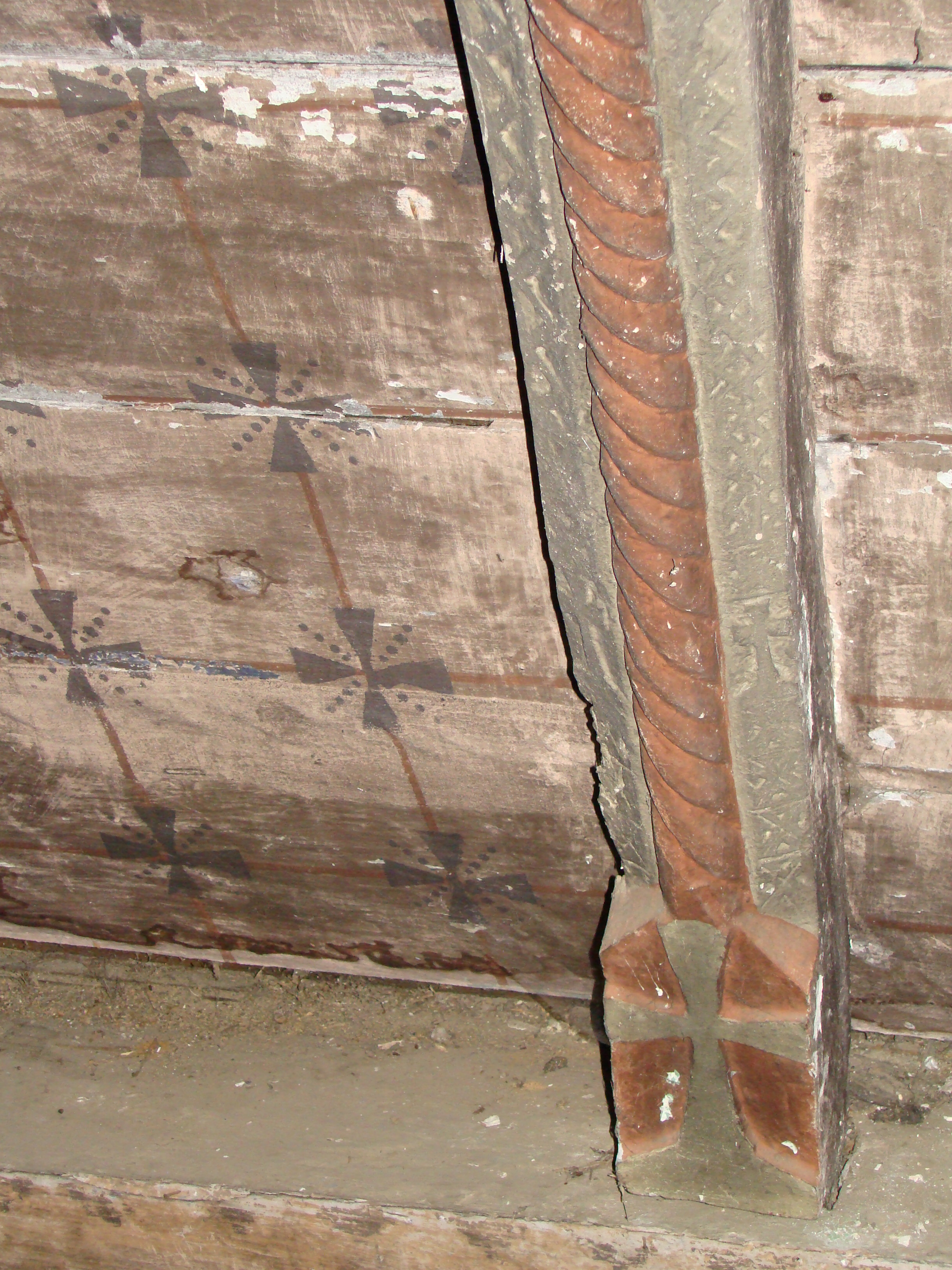